# Tour de France 2025
Die Tour de France 2025 war die 112. Austragung des wichtigsten Etappenrennens im professionellen Straßenradsport. Sie führte die Fahrer über eine Strecke von 3302 Kilometer Länge und 51.550 Höhenmeter von Lille bis nach Paris. Sie fand vom 5. bis 27. Juli 2025 statt und beinhaltete zwei Ruhetage.
Sieger der Rundfahrt wurde zum vierten Mal in seiner Karriere der Slowene Tadej Pogačar (UAE Team Emirates-XRG). Der amtierende Weltmeister setzte sich mit einem Vorsprung von vier Minuten und 24 Sekunden vor dem Dänen Jonas Vingegaard (Team Visma-Lease a Bike) durch. Platz drei ging mit einem Rückstand von elf Minuten an den Deutschen Florian Lipowitz (Red Bull-Bora-hansgrohe), der mit seinem Alter von 24 Jahren zugleich in der Nachwuchswertung siegte.
Neben der Gesamtwertung gewann Tadej Pogačar auch die Bergwertung mit einem Vorsprung von 15 Punkten vor Jonas Vingegaard. In der Punktewertung wurde der Slowene Zweiter hinter dem Italiener Jonathan Milan (Lidl-Trek), der letztlich mit einem soliden Vorsprung von 78 Punkten triumphierte. Die Mannschaftswertung ging an das Team Visma-Lease a Bike, während der Ire Ben Healy (EF Education-EasyPost) zum kämpferischsten Fahrer der 112. Austragung gewählt wurde.
Mit fünf Etappensiegen feierten die Belgier die meisten Tageserfolge, gefolgt von Slowenien, das durch Tadej Pogačar vier Abschnitte für sich entschied. Valentin Paret-Peintre (Soudal Quick-Step) sorgte am Mont Ventoux für den einzigen französischen Etappensieg. Mit insgesamt fünf Etappensiegen durch Tadej Pogačar und Tim Wellens war das UAE Team Emirates-XRG die erfolgreichste Mannschaft, gefolgt von Soudal Quick-Step und Alpecin-Deceuninck mit vier bzw. drei Tagessiegen. Insgesamt stellten acht Nationen und neun der 23 Teams bei der 112. Austragung einen Etappensieger.

## Teams und Fahrer
Nach dem Reglement der Union Cycliste Internationale waren die 18 UCI WorldTeams zum Start berechtigt und verpflichtet. Zudem qualifizierten sich automatisch die zwei in der UCI-Weltrangliste des Vorjahres bestplatzierten UCI ProTeams Lotto und Israel-Premier Tech. Bereits im Februar setzten sich RCS und ASO für eine zusätzliche Wildcard ein, um insgesamt drei weiteren UCI ProTeams den Zugang zu den Grand Tours zu ermöglichen. Dies wurde Ende März von der UCI gestattet, womit daraufhin 23 Mannschaften an der 112. Austragung der Tour de France teilgenommen hatten. Die Wildcards erhielten die UCI Pro Teams TotalEnergies, Uno-X Mobility und Tudor Pro Cycling.
Am 3. Juli 2025 – zwei Tage vor Beginn der Rundfahrt – wurden die Fahrer im Rahmen einer Teampräsentation in Lille vorgestellt.
| WorldTeams (18)- Alpecin-Deceuninck - Arkéa-B&B Hotels - Bahrain-Victorious - Cofidis - Decathlon AG2R La Mondiale Team - EF Education-EasyPost - Groupama-FDJ - Ineos Grenadiers - Intermarché-Wanty - Lidl-Trek - Movistar Team - Red Bull-BORA-hansgrohe - Soudal Quick-Step - Team Jayco AlUla - Team Picnic-PostNL - Team Visma \| Lease a Bike - UAE Team Emirates XRG - XDS Astana Team ProTeams (5)- Lotto - Israel-Premier Tech - Team TotalEnergies - Tudor Pro Cycling Team - Uno-X Mobility |
| |

### Favoriten
Als Top-Favorit auf den Gesamtsieg galt im Vorfeld der Titelverteidiger Tadej Pogačar (UAE Team Emirates-XRG), der die Tour de France bei der diesjährigen Ausgabe zum vierten Mal gewinnen konnte. Im Jahr 2025 nahm er das Rennen im Regenbogentrikot des Weltmeisters in Angriff. Der 26-jährige Slowene bestritt in der laufenden Saison 22 Renntage, wobei er sich im Frühjahr vermehrt auf die großen Eintagesrennen konzentrierte. Sein Saison-Debüt gab er bei der UAE Tour, bei der er beide Bergankünfte und die Gesamtwertung gewann. Danach setzte er sich bei der Strade Bianche durch und ging bei Mailand–Sanremo, der Flandern-Rundfahrt und Paris–Roubaix an den Start. Bei allen drei Monumenten des Radsports stand er dabei auf dem Podium. Bei Mailand–Sanremo eröffnete er das Rennen bereits früh im Anstieg der Cipressa, musste sich im Sprint einer drei Fahrer umfassenden Gruppe mit dem dritten Platz begnügen. Im Anschluss gewann er zum zweiten Mal die Flandern-Rundfahrt, wobei er sich rund 18 Kilometer vor dem Ziel als Solist absetzte. Weiters überzeugte er auch bei seinem Paris-Roubaix-Debüt, wo er hinter dem Klassiker-Spezialisten Mathieu van der Poel den zweiten Rang belegte. Auch bei den Ardennen-Klassikern stand Tadej Pogačar bei allen drei Rennen auf dem Podium und gewann den Flèche Wallonne und das Monument Lüttich–Bastogne–Lüttich. Einzig beim Amstel Gold Race musste er sich im Sprint einer drei Fahrer umfassenden Gruppe überraschend dem Dänen Mattias Skjelmose Jensen geschlagen geben. Nach seinem erfolgreichen Frühjahr legte Tadej Pogačar Ende April eine Wettkampfpause ein, ehe er mit dem Critérium du Dauphiné seinen letzten Wettkampf vor der Tour de France bestritt. Dabei gewann er drei der acht Etappen und setzte sich in der Gesamtwertung souverän vor Jonas Vingegaard durch, der als sein größter Kontrahent bei der Frankreich-Rundfahrt galt. Auch im Jahr 2025 konnte Tadej Pogačar auf ein starkes Team bauen, das um ihn als klaren Leader aufgebaut wurde. So fuhr beispielsweise der Portugiese João Almeida in seinen Diensten, der mit der Baskenland-Rundfahrt, Tour de Romandie und Tour de Suisse selbst drei Etappenrennen der UCI WorldTour 2025 gewinnen konnte. Auch Adam Yates, der bereits auf dem Podium der Tour de France 2023 stand, kehrte als Helfer des Slowenen zur Grande Boucle zurück.
Als größte Herausforderer von Tadej Pogačar galten Jonas Vingegaard (Team Visma-Lease a Bike), Remco Evenepoel (Soudal Quick-Step) und Primož Roglič (Red Bull-Bora-hansgrohe). Die drei Fahrer wählten unterschiedliche Saisonplanungen, um sich auf die Tour de France vorzubereiten. Jonas Vingegaard, der die Frankreich-Rundfahrt in den Jahren 2022 und 2023 gewinnen konnte, absolvierte in der laufenden Saison nur 19 Renntage, wobei er diese im Rahmen der Algarve-Rundfahrt, bei Paris–Nizza und dem Critérium du Dauphiné bestritt. Zu Saisonbeginn gewann der 28-jährige Däne die Gesamtwertung der Algarve-Rundfahrt mit einem Etappensieg im Abschlusszeitfahren, ehe er bei Paris–Nizza zu Sturz kam und das Rennen aufgrund einer Gehirnerschütterung aufgeben musste. Beim Critérium du Dauphiné belegte er hinter Tadej Pogačar den zweiten Gesamtrang, wobei sein Rückstand rund eine Minute betrug. Bei der Tour de France konnte Jonas Vingegaard auf eine starke Mannschaft bauen. Der US-Amerikaner Matteo Jorgenson, der in der laufenden Saison zum zweiten Mal Paris–Nizza gewonnen hatte, sollte dabei die Rolle eines Co-Leaders einnehmen, während der amtierende Giro-d’Italia-Sieger Simon Yates und der ehemalige Vuelta-a-España-Sieger Sepp Kuss als wichtige Helfer in den Bergen fungieren sollten. Weiters planten auch Wout van Aert, Tiesj Benoot, Victor Campenaerts und Edoardo Affini für die niederländische Mannschaft zu starten.
Mit Remco Evenepoel startete auch der Gesamtdritte des vergangenen Jahres. Der 25-jährige Belgier, der im Vorjahr die Nachwuchswertung für sich entschieden hatte, kehrte als Einzelzeitfahrweltmeister und Doppel-Olympiasieger zur Tour de France zurück und hoffte, näher an das Level von Tadej Pogačar und Jonas Vingegaard heranzukommen. Seine Saisonvorbereitung wurde jedoch von einem Trainingssturz Anfang Dezember behindert, wobei er sich Frakturen an einer Rippe, dem rechten Schulterblatt und der rechten Hand, sowie eine Lungenprellung und eine Luxation des Schlüsselbeins zuzog. Er kehrte erst Mitte April beim Pfeil von Brabant ins Renngeschehen zurück und setzte sich dabei im Zwei-Mann-Sprint vor Wout Van Aert durch. Bei den anschließenden Ardennen-Klassikern konnte Remco Evenepoel nur bedingt überzeugen, wobei er als Dritter auf dem Podium des Amstel Gold Race stand. In Vorbereitung auf die Tour de France bestritt er mit der Tour de Romandie und dem Critérium du Dauphiné zwei Etappenrennen, womit er in seiner Vorbereitung auf 18 Renntage kam. Bei beiden Rundfahrten setzte er sich jeweils im Einzelzeitfahren durch und fuhr als Fünfter bzw. Vierter in die Top 10 der Gesamtwertung. Zu den wichtigsten Helfern des Belgiers zählten Ilan Van Wilder, Valentin Paret-Peintre und Maximilian Schachmann, während Mikel Landa die Frankreich-Rundfahrt nach seinem Sturz beim Giro d’Italia verpasste.
Als weiterer Favorit auf den Gesamtsieg galt der Slowene Primož Roglič, der in seiner Karriere bereits einmal den Giro d’Italia und viermal die Vuelta a España gewinnen konnte. Der 35-jährige bestritt zu Beginn der Saison die Algarve-Rundfahrt, ehe er mit zwei Etappensiegen die Gesamtwertung der Katalonien-Rundfahrt gewann. Im Gegensatz zu den anderen Top-Favoriten ging er im Mai beim Giro d’Italia an den Start, wo er für zwei Tage die Maglia Rosa trug. Nach vier Stürzen und einem massiven Zeitverlust auf der 15. Etappe, verließ er die Italien-Rundfahrt frühzeitig. Unklar war im Vorfeld, ob sich Primož Roglič die Kapitänsrolle bei der Tour de France mit dem jungen Deutschen Florian Lipowitz teilen würde, der in der laufenden Saison die Nachwuchswertung von Paris–Nizza und dem Critérium du Dauphiné gewann. Als Helfer waren mit Alexander Wlassow und Daniel Felipe Martínez zwei bekannte Gesamtklassement-Fahrer vorgesehen.
Weitere bekannte Gesamtklassement-Fahrer, die bei der 112. Austragung am Start standen, waren: Geraint Thomas, Carlos Rodríguez (beide Ineos Grenadiers), Enric Mas, Einer Rubio (beide Movistar Team), Ben O’Connor, Eddie Dunbar (beide Team Jayco AlUla), Felix Gall (Decathlon AG2R La Mondiale Team), Mattias Skjelmose Jensen, Tao Geoghegan Hart (beide Lidl-Trek), Guillaume Martin (Groupama-FDJ), Lenny Martinez, Santiago Buitrago (beide Bahrain Victorious), Emanuel Buchmann (Cofidis), Lennert Van Eetvelt (Lotto), Tobias Halland Johannessen (Uno-X Mobility), Oscar Onley (Team Picnic PostNL), Harold Tejada und Sergio Higuita (beide XDS Astana Team).

### Sprinter
Da die 1. Etappe mit einem flachen Abschnitt um Lille ausgetragen wurde, hatten die Sprinter zum ersten Mal seit 2019 die Chance auf das erste Gelbe Trikot. Mit Jasper Philipsen (Alpecin-Deceuninck), Tim Merlier (Soudal Quick-Step), Jonathan Milan (Lidl-Trek) und Dylan Groenewegen (Team Jayco AlUla) starten mehrere Top-Sprinter. Mit zehn Saisonsiegen war Tim Merlier in der laufenden Saison am erfolgreichsten, gefolgt von Jonathan Milan mit sieben Siegen. Jasper Philipsen hingegen war bis zur Tour nur zweimal erfolgreich, entscheid jedoch mit Kuurne–Brüssel–Kuurne ein großes belgisches Eintagesrennen für sich, ehe er sich Tim Merlier beim Scheldeprijs geschlagen geben musste. Hinzu kamen weitere endschnelle Fahrer wie Biniam Girmay (Intermarché-Wanty), Arnaud De Lie (Lotto), Kaden Groves (Alpecin-Deceuninck), Wout van Aert (Team Visma-Lease a Bike) und Magnus Cort Nielsen (Uno-X Mobility), die auch mit hügligerem Terrain gut zurechtkommen.
Weitere mögliche Etappensieger auf den flacheren Abschnitten waren Phil Bauhaus (Bahrain Victorious), Fernando Gaviria (Movistar Team), Tobias Lund Andresen (Team Picnic PostNL), Danny van Poppel (Red Bull-Bora-hansgrohe), Pascal Ackermann, Jake Stewart (beide Israel-Premier Tech) und Søren Wærenskjold (Uno-X Mobility), der zu Beginn der Saison den Omloop Het Nieuwsblad gewann.

### Bergfahrer
Als Favoriten auf das Gepunktete Trikot galten im Vorfeld meist gute Bergfahrer sowie Gesamtklassement-Fahrer, die auf den ersten Etappen bereits viel Zeit verlieren würden. Besonders bei den einheimischen Fahrern und Teams spielte das Bergtrikot vor allem zu Beginn der Rundfahrt eine große Rolle. Bekannte Bergfahrer, die keine Helferdienste für ihre Team-Leader leisten mussten, waren Kevin Vauquelin (Arkeá-B&B Hotels), Ion Izagirre (Cofidis), Clément Champoussin (XDS Astana Team), Frank van den Broek (Team Picnic PostNL) und Georg Zimmermann (Intermarché-Wanty).

### Weitere interessante und abwesende Fahrer
Als weitere interessante Fahrer waren in erster Linie die Klassiker-Spezialisten zu nennen, denen auf den hügligen Etappen Chancen auf einen Etappensieg eingeräumt wurden. Ein besonderes Augenmerk lag auf dem Niederländer Mathieu van der Poel (Alpecin-Deceuninck), der in seiner erfolgreichen Karriere bis zur Tour 2025 nur eine Tour-de-France-Etappe gewinnen konnte. Der 30-jährige gewann in der laufenden Saison mit Mailand–Sanremo und Paris–Roubaix zwei Monumente des Radsports und zeigte zuletzt mit guter Form beim Critérium du Dauphiné auf. Auch sein Gegenspieler Wout van Aert (Team Visma-Lease a Bike) startete, wobei der Belgier vermehrt in der Helferrolle für Jonas Vingegaard gesehen wurde. Weiters bestritt er im Jahr 2025 bereits den Giro d’Italia, wo er auf dem Schotterabschnitt der 9. Etappe seinen bislang einzigen Saisonsieg feierte. Weitere bekannte Klassiker-Spezialisten waren Neilson Powless, Ben Healy (beide EF Education-EasyPost), Romain Grégoire (Groupama-FDJ), Thibau Nys (Lidl-Trek), Matej Mohorič (Bahrain Victorious), Mauro Schmid (Team Jayco AlUla) und Julian Alaphilippe, der nach seinem Wechsel für das Tudor Pro Cycling Team fuhr.
Im Zeitfahren war neben Remco Evenepoel (Soudal Quick-Step), Tadej Pogačar (UAE Team Emirates-XRG), Primož Roglič (Red Bull-Bora-hansgrohe) und Jonas Vingegaard besonders Filippo Ganna (Ineos Grenadiers) hervorzuheben, dem im flachen Einzelzeitfahren der 5. Etappe die Chance auf einen Etappensieg zugesprochen wurde.
Nicht am Start der Tour de France 2025 standen die Grand-Tour-Sieger Egan Bernal (Ineos Grenadiers) und Jai Hindley (Red Bull-Bora-hansgrohe) sowie der vierfache Tour-de-France-Sieger Chris Froome (Israel-Premier Tech) und der Kolumbianer Nairo Quintana (Movistar Team). Auch die Gesamtklassement-Fahrer Juan Ayuso, Isaac Del Toro (UAE Team Emirates-XRG), Giulio Ciccone (Lidl-Trek), Antonio Tiberi (Bahrain Victorious) und Cian Uijtdebroeks (Team Visma-Lease a Bike) nahmen das Rennen nicht in Angriff. Weitere bekannte Nicht-Starter waren Mads Pedersen (Lidl-Trek), Michael Matthews (Team Jayco AlUla) und Thomas Pidcock, dessen Mannschaft nach seinem Wechsel zum Q36.5 Pro Cycling Team keine Wildcard erhielt.

## Strecke

### Allgemeines
Bereits am 30. November 2023 wurde der Start der Rundfahrt in Lille bekanntgegeben. Nach drei Grand Departs im Ausland startete die Tour somit 2025 wieder in Frankreich und blieb dort auch für die gesamte Rundfahrt. Die komplette Streckenführung der 112. Austragung wurde am 29. Oktober 2024 im Palais des Congrès in Paris vorgestellt. Insgesamt absolvierten die Fahrer 3302 Kilometer auf 21 Etappen. Auf dem Programm standen sieben flache, sechs hüglige und sechs Bergetappen, sowie zwei Einzelzeitfahren. Eines dieser Zeitfahren war ein reines Bergzeitfahren in den Pyrenäen. Die Rundfahrt umfasste zwei Ruhetage, die nach den Etappen 10 und 15 abgehalten wurden. Insgesamt wurden in Frankreich 11 Regionen und 34 Départements durchfahren. Mit dem Armorikanischen Massiv, dem Zentralmassiv, den Pyrenäen, den Alpen und dem Jura werden fünf Gebirge angesteuert. Insgesamt mussten 51.550 Höhenmeter überwunden werden. Das „Dach der Tour“ bildete der Col de la Loze mit einer Höhe von 2304 Metern Seehöhe.
Bei der 112. Austragung wurden acht neue Start- (Lauwin-Planque, Bayeux, Chinon, Ennezat, Bollène, Vif, Mantes-la-Ville) und Zielorte (Le Mont-Dore Puy de Sancy) genutzt.

### Etappenliste
Die folgende Tabelle zeigt die Etappen mit Datum, Start- und Zielort, Kategorisierung und Etappenlänge. Außerdem sind der Etappensieger und der jeweils Führende in der Gesamtwertung nach der Etappe angegeben. In der ersten Spalte sind die Einzelartikel zu jeder Etappe mit detaillierten Angaben zu Platzierung und Rennverlauf angegeben.
| Etappe     | Datum    | Etappenorte                       | type              | Länge (km) | Höhenmeter (m) | Etappensieger          | Gesamtführender      |
| ---------- | -------- | --------------------------------- | ----------------- | ---------- | -------------- | ---------------------- | -------------------- |
| 1. Etappe  | 5. Jul.  | Lille – Lille                     | Flachetappe       | 184,9      | 1.035 m        | Jasper Philipsen       | Jasper Philipsen     |
| 2. Etappe  | 6. Jul.  | Lauwin-Planque – Boulogne-sur-Mer | Hügelige Etappe   | 209,1      | 2.164 m        | Mathieu van der Poel   | Mathieu van der Poel |
| 3. Etappe  | 7. Jul.  | Valenciennes – Dunkerque          | Flachetappe       | 178,3      | 671 m          | Tim Merlier            | Mathieu van der Poel |
| 4. Etappe  | 8. Jul.  | Amiens – Rouen                    | Hügelige Etappe   | 174,2      | 1.675 m        | Tadej Pogačar          | Mathieu van der Poel |
| 5. Etappe  | 9. Jul.  | Caen – Caen                       | Einzelzeitfahren  | 33         | 177 m          | Remco Evenepoel        | Tadej Pogačar        |
| 6. Etappe  | 10. Jul. | Bayeux – Vire Normandie           | Hügelige Etappe   | 201,5      | 3.272 m        | Ben Healy              | Mathieu van der Poel |
| 7. Etappe  | 11. Jul. | Saint-Malo – Mûr-de-Bretagne      | Hügelige Etappe   | 197        | 2.315 m        | Tadej Pogačar          | Tadej Pogačar        |
| 8. Etappe  | 12. Jul. | Saint-Méen-le-Grand – Laval       | Flachetappe       | 171,4      | 1.393 m        | Jonathan Milan         | Tadej Pogačar        |
| 9. Etappe  | 13. Jul. | Chinon – Châteauroux              | Flachetappe       | 174,1      | 1.310 m        | Tim Merlier            | Tadej Pogačar        |
| 10. Etappe | 14. Jul. | Ennezat – Puy de Sancy            | Hochgebirgsetappe | 165,3      | 4.346 m        | Simon Yates            | Ben Healy            |
|            | 15. Juli | 1. Ruhetag in Toulouse            | Ruhetag           |            |                |                        |                      |
| 11. Etappe | 16. Jul. | Toulouse – Toulouse               | Flachetappe       | 156,8      | 1.531 m        | Jonas Abrahamsen       | Ben Healy            |
| 12. Etappe | 17. Jul. | Auch – Hautacam                   | Hochgebirgsetappe | 180,6      | 3.876 m        | Tadej Pogačar          | Tadej Pogačar        |
| 13. Etappe | 18. Jul. | Loudenvielle – Peyragudes         | Bergzeitfahren    | 10,9       | 675 m          | Tadej Pogačar          | Tadej Pogačar        |
| 14. Etappe | 19. Jul. | Pau – Luchon-Superbagnères        | Hochgebirgsetappe | 182,6      | 5.048 m        | Thymen Arensman        | Tadej Pogačar        |
| 15. Etappe | 20. Jul. | Muret – Carcassonne               | Hügelige Etappe   | 169,3      | 2.315 m        | Tim Wellens            | Tadej Pogačar        |
|            | 21. Juli | 2. Ruhetag in Montpellier         | Ruhetag           |            |                |                        |                      |
| 16. Etappe | 22. Jul. | Montpellier – Mont Ventoux        | Hochgebirgsetappe | 171,5      | 2.934 m        | Valentin Paret-Peintre | Tadej Pogačar        |
| 17. Etappe | 23. Jul. | Bollène – Valence                 | Flachetappe       | 160,4      | 1.722 m        | Jonathan Milan         | Tadej Pogačar        |
| 18. Etappe | 24. Jul. | Vif – Col de la Loze              | Hochgebirgsetappe | 171,5      | 5.792 m        | Ben O’Connor           | Tadej Pogačar        |
| 19. Etappe | 25. Jul. | Albertville – La Plagne           | Hochgebirgsetappe | 93,1       | 3.431 m        | Thymen Arensman        | Tadej Pogačar        |
| 20. Etappe | 26. Jul. | Nantua – Pontarlier               | Hügelige Etappe   | 184,2      | 2.892 m        | Kaden Groves           | Tadej Pogačar        |
| 21. Etappe | 27. Jul. | Mantes-la-Ville – Paris           | Flachetappe       | 132,3      | 856 m          | Wout van Aert          | Tadej Pogačar        |

### Grand Départ

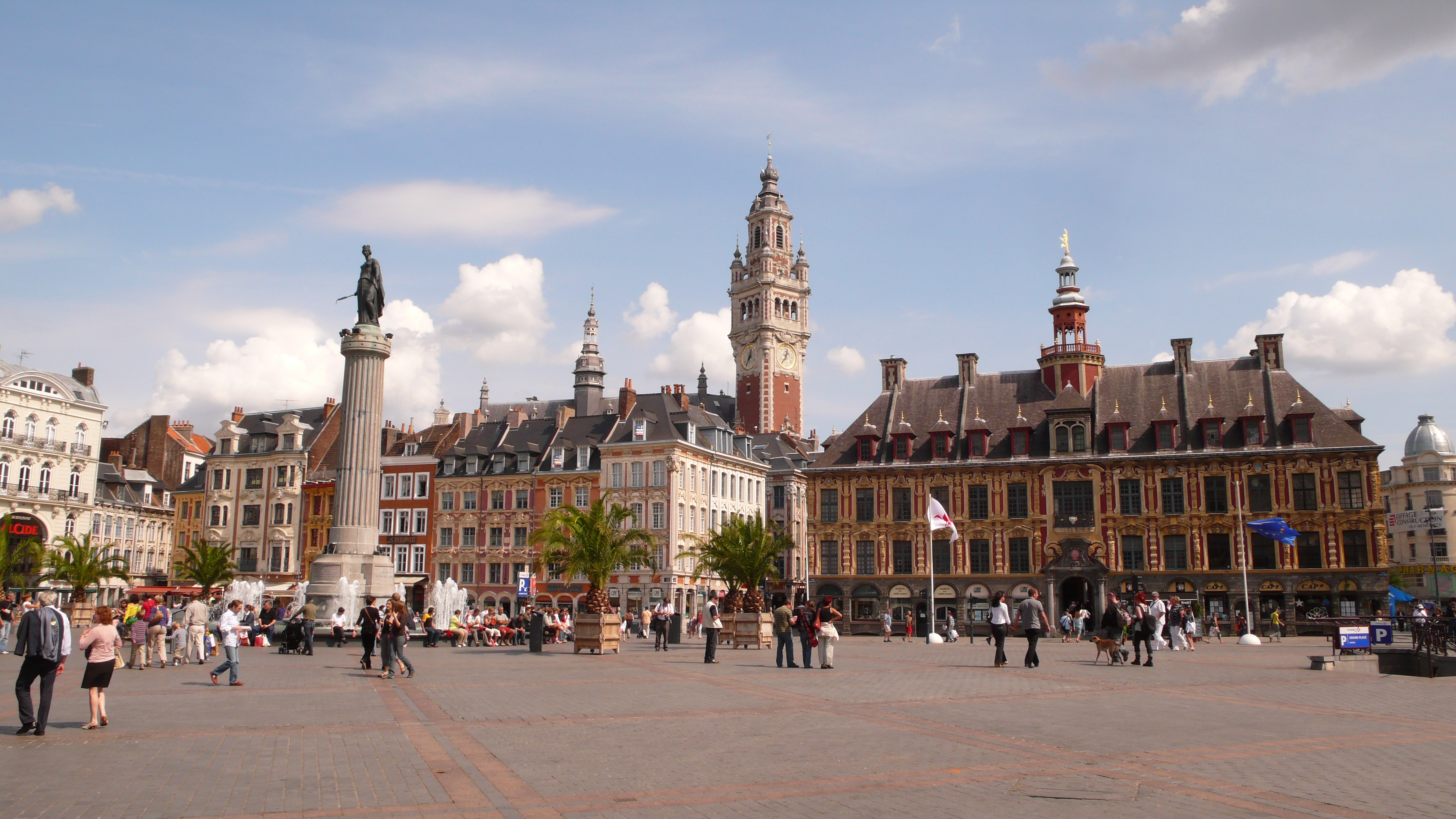
Lille dient als Start- und Zielort der 1. Etappe im Département Nord

Im Jahr 2025 wurde der Grand Départ zum fünften Mal in der Geschichte im Département Nord ausgetragen. Als Ausgangspunkt diente zum dritten Mal Lille, das bereits in den Jahren 1960 und 1994 als Startort der 1. Etappe diente. Trotz der geografischen Nähe zu den durch Paris–Roubaix bekannten Pavé-Sektoren verzichtete die Organisation auf die berüchtigten Kopfsteinpflaster-Straßen Nordostfrankreichs. Stattdessen war Lille Start- und Zielort der Auftaktetappe, wo die Sprinter als Anwärter auf das erste Gelbe Trikot galten. Etwa zur Hälfte der 185 Kilometer langen Etappe mussten jedoch die kurzen Steigungen des Mont Cassel und Mont Noir passiert werden, die durch das belgische Eintagesrennen Gent–Wevelgem zu größerer Bekanntheit kamen. Die 2. Etappe führte von Lauwin-Planque nach Boulogne-sur-Mer an der Opalküste, wobei im Finale zwei kurze, steile Anstiege absolviert werden mussten. Tags darauf ging es auf einem großteils flachen Abschnitt von Valenciennes nach Dünkirchen.

### Erste Woche

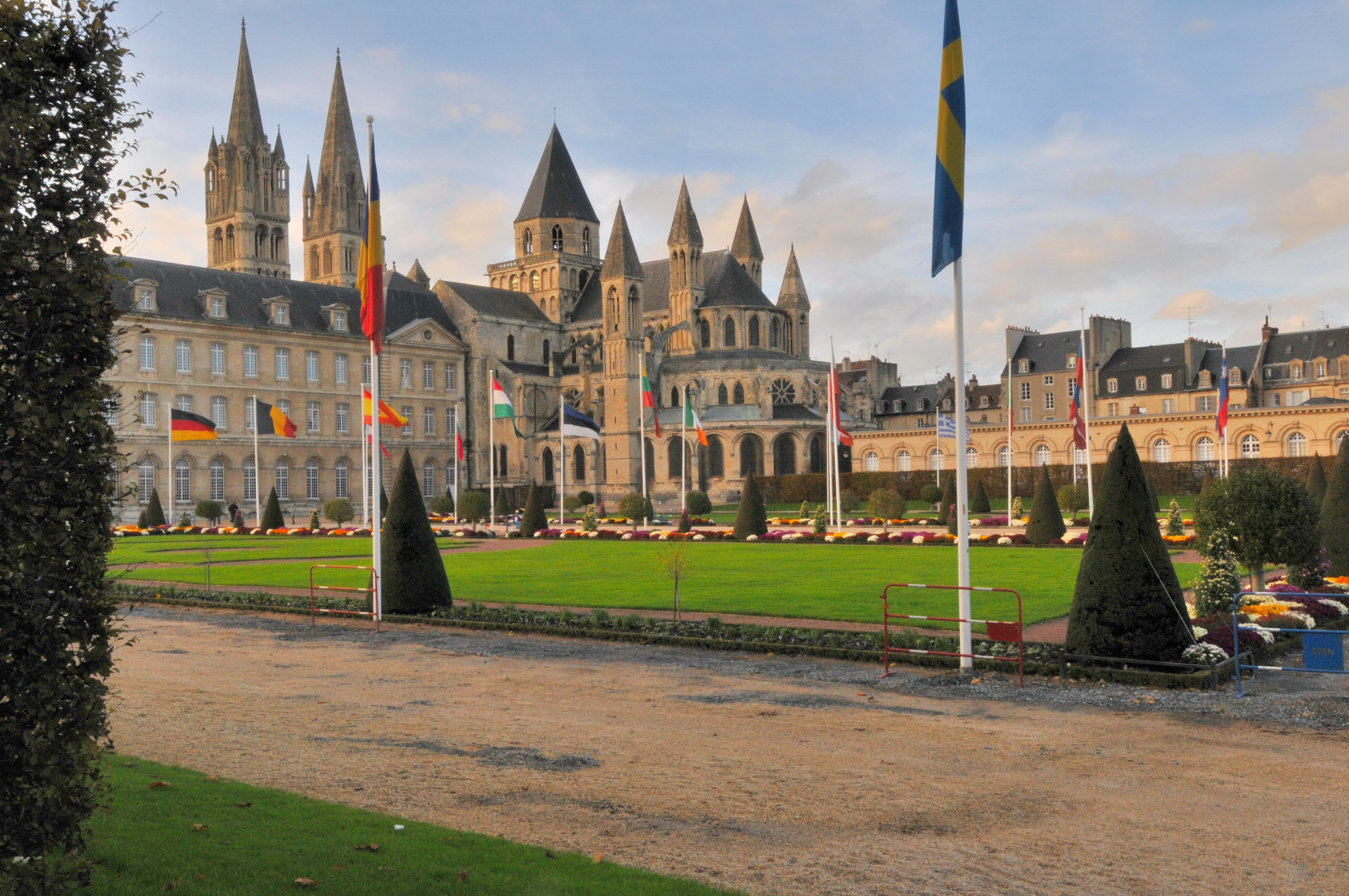
In Caen wird auf der 5. Etappe das erste Einzelzeitfahren ausgetragen

Die 4. Etappe führte von Amiens ins westliche Rouen, wo im Finale mehrere steile Rampen absolviert werden mussten. Tags drauf fand das erste Einzelzeitfahren der 112. Austragung in Caen statt. Die 33 Kilometer lange Strecke wies dabei jedoch keine großen topografischen Schwierigkeiten auf. Der sechste Abschnitt endete mit einem kurzen Schlussanstieg auf der Avenue d’Atlacomulco in Vire. Diese weist auf einer Länge von 700 Metern eine durchschnittliche Steigung von 10 % auf und enthält Rampen von bis zu 14 %. Ähnlich verhielt es sich auf der nachfolgenden 7. Etappe, die mit der berüchtigten Steigung der Mûr-de-Bretagne zu Ende ging. Der kurze, aber steile Anstieg in der Bretagne musste im Finale zweimal befahren werden, wobei sich das Ziel am Ende der zwei Kilometer langen Auffahrt befand. Nachdem die Rundfahrt ihren westlichsten Punkt erreicht hatte, ging es auf dem 8. Abschnitt von Saint-Méen-le-Grand auf flachen Straßen nach Laval, ehe tags darauf zwischen Chinon und Châteauroux ein weiteres Teilstück für die Sprinter folgte. Zum Abschluss der ersten Woche ging es in das Zentralmassiv, wo am französischen Nationalfeiertag die erste kleinere Bergankunft bei der Mont-Dore Station im Schatten des Puy de Sancy abgehalten wurde. Zuvor mussten der Col de la Croix Morand und Col de la Croix Saint-Robert überquert werden, ehe der 3,3 Kilometer lange Schlussanstieg mit 8 % auf eine Höhe von 1324 Metern führte.

### Zweite Woche

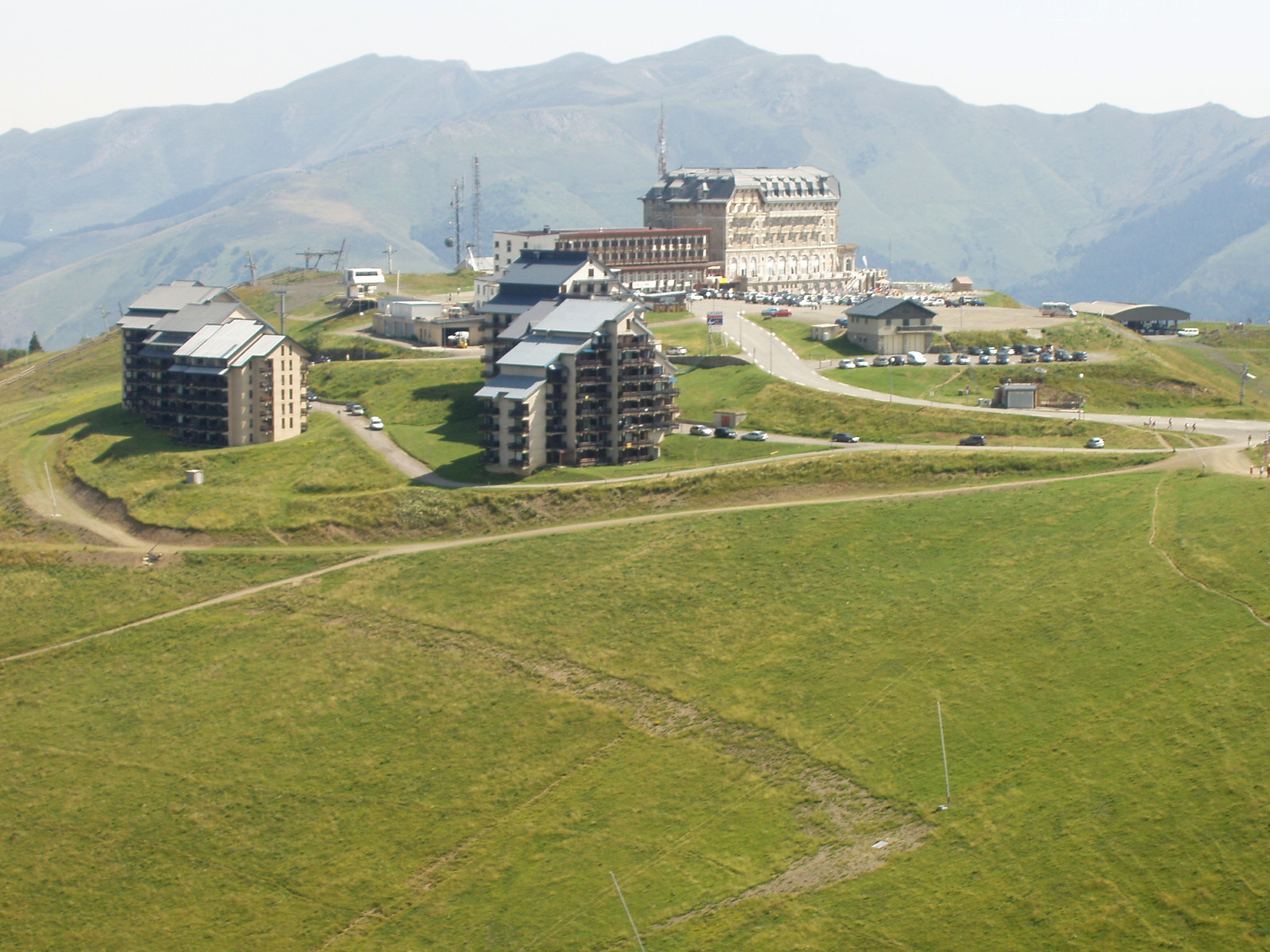
In Superbagnères findet nach 36 Jahren wieder eine Bergankunft statt

Nach dem ersten Ruhetag wurde die Rundfahrt in Toulouse fortgesetzt. Die viertgrößte Stadt Frankreichs diente dabei als Start- und Zielort eines hügligen Abschnitts. Kurz vor dem Ziel soll mit dem Chemine des Canalets eine kurze, steile Rampe befahren wurden. Mit der 12. Etappe erreichten die Fahrer schließlich die Pyrenäen. Der erste anspruchsvolle Abschnitt führte dabei über die Kombination aus Col du Soulor (1580 m) und Col des Bordères (1156 m), ehe eine Bergankunft in Hautacam (1520 m) stattfand. Der Schlussanstieg wies dabei auf einer Länge von 13,6 Kilometern eine Durchschnittssteigung von 7,8 % auf. Tags darauf wurde die 13. Etappe im Rahmen eines 11 Kilometer langen Bergzeitfahren ausgetragen, das von Loudenvielle nach Peyragudes (1580 m) führte. Das Ziel befand sich dabei am Ende einer Start- und Landebahn, die mit maximal 16 % anstieg. Auf der 14. Etappe ging es mit dem Col du Tourmalet (2115 m), Col d’Aspin (1489 m) und Col de Peyresourde (1569 m) zunächst über drei bekannte Pyrenäen-Pässe, ehe der Schlussanstieg von Superbagnères (1804 m) nach 36 Jahren ins Programm der Tour de France zurückkehrte. Die 12,4 Kilometer lange Auffahrt stieg dabei im Schnitt mit 7,5 % an. Zum Abschluss der nur fünf Tage umfassenden zweiten Woche ging es von Muret über 169 hüglige Kilometer nach Carcassonne. Die Strecke führte dabei durch die Montagne Noire.

### Dritte Woche

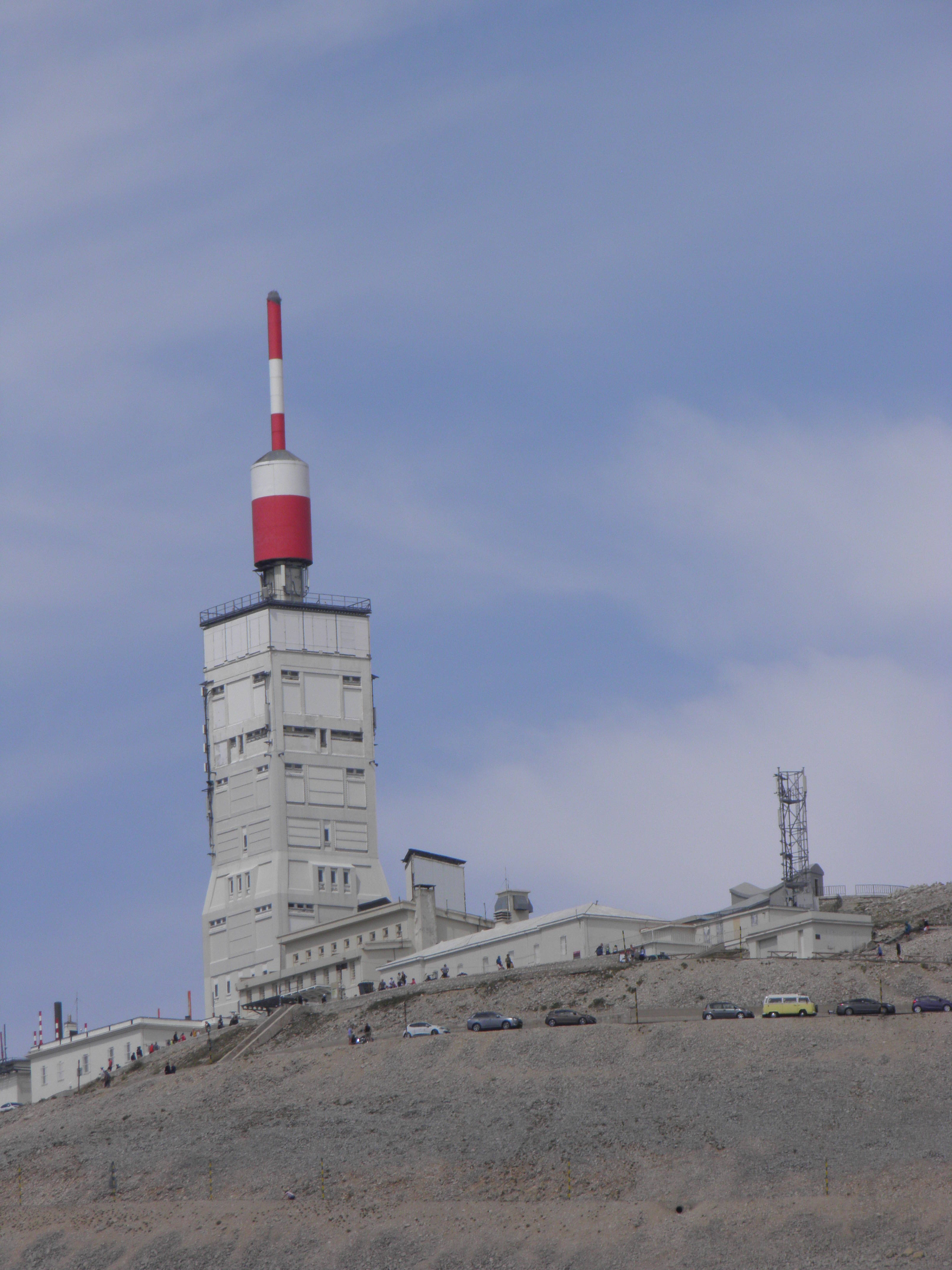
Die 16. Etappe endet mit einer Bergankunft auf dem Mont Ventoux

Die abschließende dritte Woche begann mit einer Bergankunft auf dem legendären Mont Ventoux, dessen 21,4 Kilometer lange Südwestauffahrt von Bédoin eine durchschnittliche Steigung von 7,5 % aufwies. Der „Gigant der Provence“ stand zum letzten Mal im Jahr 2021 im Programm der Tour de France, wobei die letzte Bergankunft im Jahr 2013 bereits zwölf Jahre zurücklag. Der nachfolgende Abschnitt führte auf großteils flachen Straßen entlang der Rhone von Bollène nach Valence, ehe es auf der 18. Etappe in die Alpen ging. Nach dem Start in Vif mussten der Col du Glandon (1924 m) und Col de la Madeleine (2000 m) überquert werden, bevor es auf den Col de la Loze ging, der mit einer Höhe von 2304 Metern den höchsten Punkt der 112. Austragung darstellte. Anders als bei den vorangegangenen Befahrungen führte der 26,2 Kilometer lange Schlussanstieg zunächst nach Courchevel, ehe die Passhöhe erstmals von der östlichen Seite erreicht wurde. Im oberen Abschnitt wurden dabei maximale Steigungsprozente von bis zu 20 % erreicht. Die anschließende 19. Etappe hätte von Albertville über den Col des Saisies (1650 m) und die Kombination aus Col du Pré (1748 m) und Cormet de Roselend (1968 m) führen sollen, ehe sie mit der letzten Bergankunft in La Plagne (2052 m) endete. Aufgrund einer Rinderseuche wurden die ersten Kilometer jedoch aus dem Programm genommen. Der 19,1 Kilometer lange Schlussanstieg wies jedoch eine durchschnittliche Steigung von 7,2 % auf. Auf der 20. Etappe ging es von Nantua durch den Jura nach Pontarlier, wobei die Streckenführung keine besonderen Schwierigkeiten beinhaltete.
Nachdem die Tour de France im Jahr 2024 erstmals mit einem Abschlusszeitfahren in Nizza zu Ende gegangen war, kehrte das größte Rennen der Welt im Jahr 2025 zu seinem traditionellen Zielort Paris zurück. Die letzte Etappe wurde diesmal jedoch nicht als Tour d’Honneur absolviert, sondern führt über den Rundkurs von Montmartre, der im Straßenrennen der Olympischen Spiele von Paris für eine Selektion im Fahrerfeld gesorgt hatte. Das Ziel befand sich jedoch erneut auf der Avenue des Champs Élysées.
Während die Herren ihre letzten drei Tagesabschnitte absolvierten, machen sich bereits die Frauen auf den Weg für die Tour de France Femmes. Da diese allerdings in der Bretagne startete, befanden sich die Pelotons räumlich klar getrennt.

## Rennverlauf
Die 112. Austragung stand erneut ganz im Zeichen des Duells zwischen Tadej Pogačar (UAE Team Emirates-XRG) und Jonas Vingegaard (Visma-Lease a Bike), wobei sich der erstgenannte Slowene letztlich souverän durchsetzte. Bereits auf der 1. Etappe verloren namhafte Gesamtklassement-Fahrer wie Remco Evenepoel (Soudal Quick-Step) und Primož Roglič (Red Bull-Bora-hansgrohe) 39 Sekunden beim windigen Auftakt von Lille. Nachdem die Alpecin-Deceuninck Fahrer Jasper Philipsen und Mathieu van der Poel das Gelbe Trikot auf den ersten Etappen getragen hatten, kam es im Einzelzeitfahren der 5. Etappe zu den ersten größeren Zeitabständen. Beim Etappensieg vom Remco Evenepoel, verlor Tadej Pogačar nur 16 Sekunden, während Jonas Vingegaard eine Minute und 21 Sekunden verlor. Tadej Pogačar, der bereits auf der hügligen 4. Etappe seinen 100. Karrieresieg gefeiert hatte, übernahm zugleich das Gelbe Trikot und lag nun bereits mit einem größeren Vorsprung vor seinem größten Herausforderer. Im weiteren Verlauf der ersten Woche gab der Slowene die Gesamtführung jedoch kurzzeitig an Mathieu van der Poel und Ben Healy (EF Education-EasyPost) ab, wobei er sich stets schadlos hielt und die 7. Etappe auf der Mûr-de-Bretagne gewann.
Die Vorentscheidung auf den Gesamtsieg fiel bereits auf der 12. Etappe, die mit der ersten großen Bergankunft in Hautacam zu Ende ging. Nachdem er tags zuvor zu Sturz gekommen war, gewann Tadej Pogačar seine dritte Etappe und setzte sich dabei mit einem Vorsprung von zwei Minuten und zehn Sekunden vor Jonas Vingegaard durch. Dahinter verloren Remco Evenepoel und Primož Roglič weiter an Zeit, während sich der 24-jährige Deutsche Florian Lipowitz (Red Bull-Bora-hansgrohe) nach und nach als potenzieller Podiumskandidat etablierte. Im Bergzeitfahren der 13. Etappe fuhr Tadej Pogačar weitere 36 Sekunden auf Jonas Vingegaard heraus, ehe er die Pyrenäen tags drauf mit einem Vorsprung von vier Minuten und 13 Sekunden verließ. Da Remco Evenepoel die Rundfahrt im Rahmen der 14. Etappe aufgab rückte Florian Lipowitz als bester Nachwuchsfahrer auf den dritten Gesamtrang vor. Ihn trennten jedoch bereits rund acht Minuten von der Gesamtführung.
In der abschließenden dritten Woche griff Jonas Vingegaard mehrmals an, wobei er den gesamtführenden Tadej Pogačar nicht distanzieren konnten. Nachdem die beiden den Mont Ventoux auf der 16. Etappe in Rekordzeit absolviert hatten, eröffnete Jonas Vingegaard das Finale der Königsetappe bereits rund 70 Kilometer vor dem Ziel, als er im vorletzten Anstieg des Col de la Madeleine antrat. Auch diesmal konnte ihm der amtierende Weltmeister jedoch folgen, ehe dieser im Schlussanstieg des Col de la Loze seine Überlegenheit erneut unter Beweis stellte und elf weitere Sekunden herausfuhr. Florian Lipowitz, der sich im Vorfeld des Col de la Loze von den restlichen Gesamtklassement Fahrern abgesetzt hatte, büßte im Schlussanstieg einiges an Zeit ein und lag vor der letzten Alpen-Etappe nur noch 22 Sekunden vor dem Briten Oscar Onley (Picnic PostNL), der ihm nun nicht nur vom Podium stoßen konnte, sondern auch im Kampf um die Nachwuchswertung eine ernste Bedrohung darstellte. Die 19. Etappe, die mit einer Bergankunft in La Plagne zu Ende ging, musste jedoch aufgrund einer Rinderseuche verkürzt werden, wodurch zwei Bergwertungen und rund 30 Kilometer aus dem Programm genommen wurden. Jonas Vingegaard lancierte keine Attacke mehr und fokussierte sich stattdessen auf den Etappensieg, den er jedoch mit zwei Sekunden Rückstand auf den Niederländer Thymen Arensman (Ineos Grenadiers) verpasste. Nach seinem Zeitverlust am Vortag distanzierte Florian Lipowitz mit Oscar Onley seinen größten Kontrahenten ums Podium und erreichte den Zielstrich knapp hinter Jonas Vingegaard und Tadej Pogačar. Der Slowene fuhr nun mit einem Vorsprung von mehr als vier Minuten als Gesamtsieger in Paris ein und kämpfte auf dem hügligen Rundkurs um den Montmartre sogar um den Etappensieg, wobei er letztlich einer Attacke von Wout van Aert (Visma-Lease a Bike) nicht folgen konnte. Schlussendlich gewann Tadej Pogačar seine vierte Tour de France mit einem Vorsprung von vier Minuten und 24 Sekunden vor Jonas Vingegaard, während Florian Lipowitz als bester Nachwuchsfahrer mit einem Rückstand von elf Minuten Gesamtdritter wurde. Weiters setzte sich Tadej Pogačar auch in der Bergwertung durch, während Jonathan Milan die Punktewertung für sich entschied.

### Erste Woche (Etappen 1–10)
Die 1. Etappe endete in einem Sprint aus einer größeren Gruppe. In diesem setzte sich Jasper Philipsen (Alpecin-Deceuninck) vor Biniam Girmay (Intermarché-Wanty) und Søren Wærenskjold (Uno-X Mobility) durch. Der Belgier übernahm zugleich erstmals in seiner Karriere das Gelbe Trikot. Keine Rolle im Kampf um den ersten Tagessieg spielten die beiden weiteren Top-Sprinter Tim Merlier (Soudal Quick-Step) und Jonathan Milan (Lidl-Trek), da sie auf den letzten 17 Kilometern im Zuge einer Teilung des Hauptfelds distanziert worden waren. Weiters verloren auch bekannte Gesamtklassement-Fahrer wie Remco Evenepoel (Soudal Quick-Step), Primož Roglič und Florian Lipowitz (beide Red Bull-Bora-hansgrohe) 39 Sekunden, während sich mit Tadej Pogačar (UAE Team Emirates-XRG) und Jonas Vingegaard (Visma-Lease a Bike) die beiden Top-Favoriten schadlos hielten.
Auf der 2. Etappe setzte sich Mathieu van der Poel im bergauf Sprint von Boulogne-sur-Mer vor Tadej Pogačar und Jonas Vingegaard durch. Für den 30-jährigen Klassiker-Spezialisten war es erst sein zweiter Tour-de-France-Etappensieg, wobei er zugleich das Gelbe Trikot von seinem Teamkollegen Jasper Philipsen übernahm, der das Ziel als 27. mit einem Rückstand von 29 Sekunden erreichte. Im hügligen Finale zerfiel das Hauptfeld in mehrere Gruppen, wobei 26 Fahrer mit der Zeit des Siegers über den Zielstrich fuhren. Geraint Thomas, Carlos Rodríguez (beide Ineos Grenadiers), Ben O’Connor (Jayco AlUla) und Tobias Halland Johannessen (Uno-X Mobility) verloren dabei 31 Sekunden gegenüber den anderen Gesamtklassement-Fahrern. Auch Simon Yates, Sepp Kuss (beide Visma-Lease a Bike), Adam Yates (UAE Team Emirates-XRG), Lenny Martinez (Bahrain Victorious), Lennert Van Eetvelt (Lotto), Einer Rubio (Movistar) Harold Tejada und Sergio Higuita (beide XDS Astana) lagen nach den ersten beiden Tagen bereits mehrere Minuten zurück. In der Gesamtwertung liegt Mathieu van der Poel nun vier Sekunden vor Tadej Pogačar und sechs Sekunden vor Jonas Vingegaard. Remco Evenepoel und Primož Roglič weisen als 18. und 21. einen Rückstand von 49 Sekunden auf.

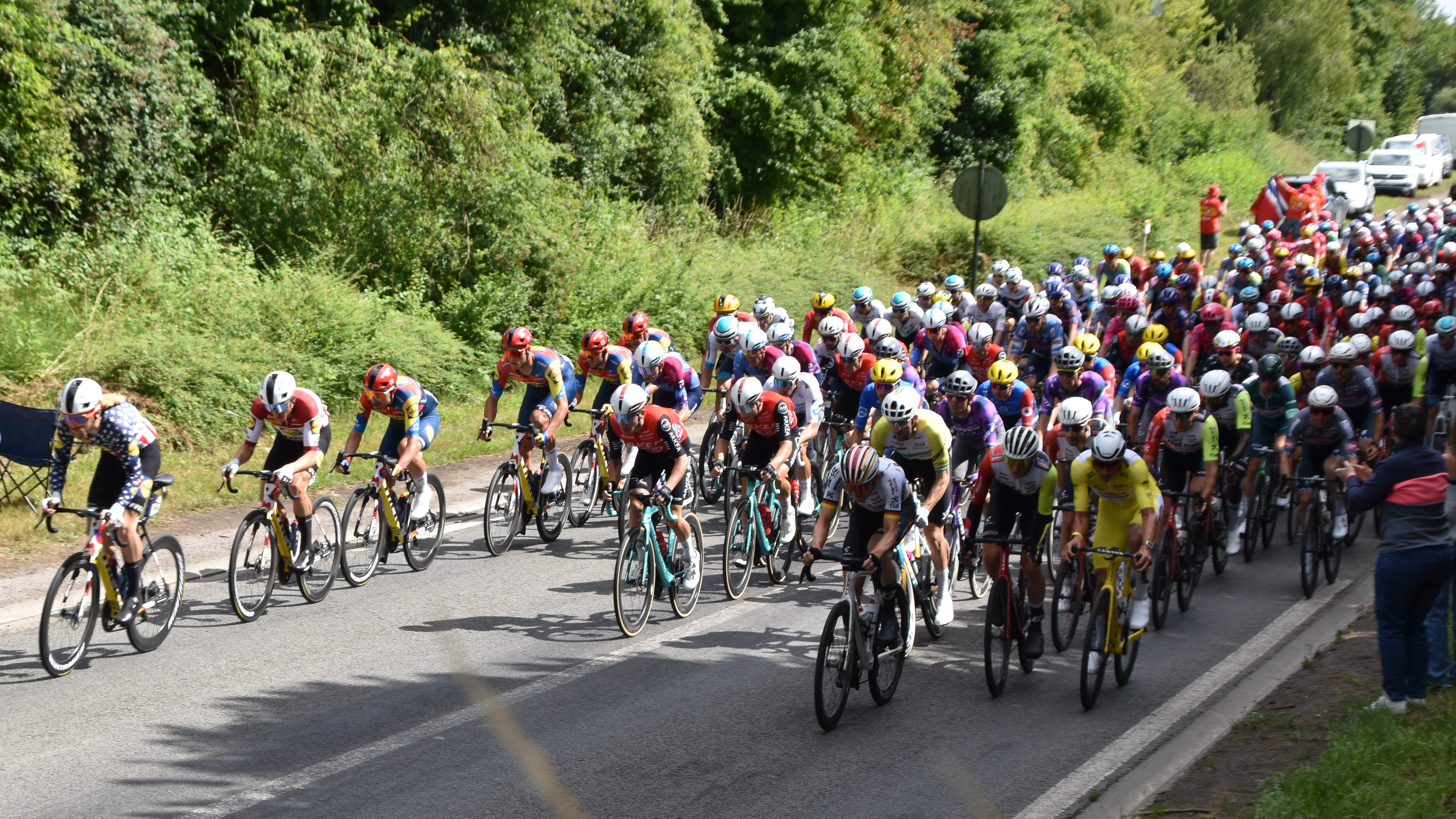
Das Peloton auf der 3. Etappe

Die 3. Etappe endete in einem Massensprint, den Tim Merlier vor Jonathan Milan und Phil Bauhaus (Bahrain Victorious) gewann. Jasper Philipsen, der Sieger des Auftakts, kam beim Zwischensprint zu Sturz und musste die Rundfahrt mit einem Schlüsselbeinbruch verlassen.
Auf der 4. Etappe feierte Tadej Pogačar nach einem hügligen Finale in Rouen seinen 100. Karriereerfolg, als er sich im Sprint einer kleinen Gruppe vor Mathieu van der Poel und Jonas Vingegaard durchsetzte. Der Slowene griff zuvor im Schlussanstieg der Rampe Saint‑Hilaire an, wobei ihm einzig Jonas Vingegaard folgen hatte können. Auf den letzten Kilometern konnten jedoch weitere Fahrer zu den beiden Spitzenreitern aufschließen. Im Zielsprint büßten Remco Evenepoel und Matteo Jorgenson (Visma-Lease a Bike) drei Sekunden ein, während Gesamtklassement-Fahrer wie Primož Roglič, Enric Mas (Movistar) und Carlos Rodríguez das Ziel in abgehängten Gruppen erreichten und rund eine halbe Minute verloren. Noch mehr Zeit büßte Florian Lipowitz ein der als 33. einen Rückstand von 54 Sekunden aufwies. Mathieu van der Poel verteidigte das Gelbe Trikot, lag jedoch nun zeitgleich mit Tadej Pogačar an der Spitze des Gesamtklassements. Dahinter folgte Jonas Vingegaard mit einem Rückstand von acht Sekunden.

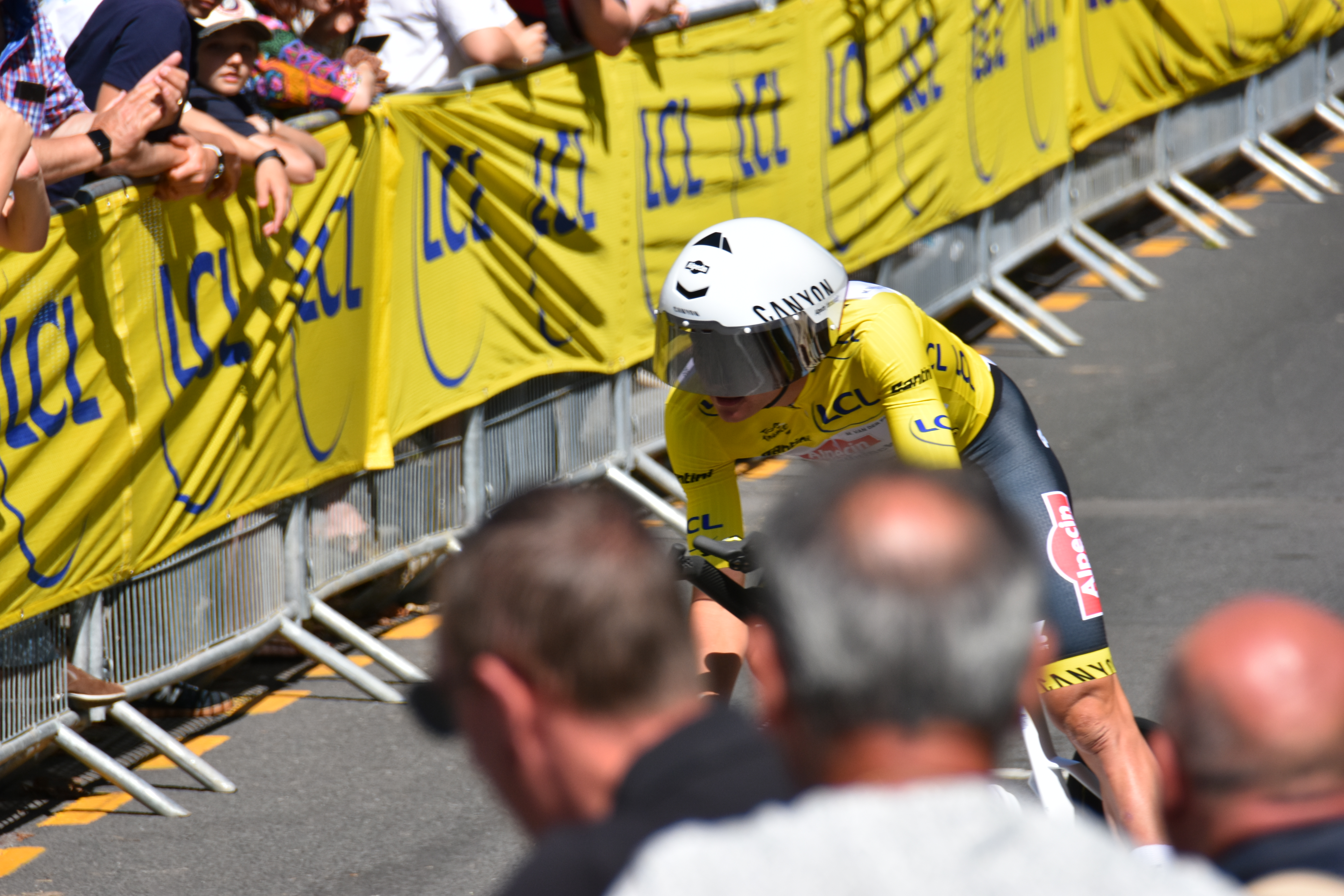
Mathieu van der Poel beim Einzelzeitfahren im Gelben Trikot

Das Einzelzeitfahren der 5. Etappe gewann der Belgier Remco Evenepoel mit einem Vorsprung von 16 Sekunden vor Tadej Pogačar. Der Slowene übernahm damit die Führung in der Gesamtwertung, da Mathieu van der Poel als 18. deutlich mehr Zeit verlor. Kévin Vauquelin (Arkéa-B&B Hotels) und Florian Lipowitz verloren weniger als eine Minute, während auch João Almeida (UAE Team Emirates-XRG) den Abschnitt innerhalb der Top 10 beendete. Zu den Verlierern des Tages zählte auch Jonas Vingegaard, der als 13. eine Minute und 21 Sekunden verlor. Damit beendete er das Zeitfahren hinter Primož Roglič und seinem Teamkollegen Matteo Jorgenson, die jeweils einen Rückstand von einer Minute und 19 Sekunden aufwiesen. In der Gesamtwertung lag Tadej Pogačar nun 42 Sekunden vor Remco Evenepoel und 59 Sekunden vor Kévin Vauquelin. Jonas Vingegaard rutschte auf den vierten Gesamtrang ab und wies bereits einen Rückstand von einer Minute und 13 Sekunden auf.
Auf der 6. Etappe setzte sich erstmals die Ausreißergruppe durch, wobei der Tagesseig an den Iren Ben Healy (EF Education-EasyPost) ging, der die letzten 42 Kilometer als Solist zurücklegte. Er gewann die Etappe letztlich mit einem Vorsprung von zwei Minuten und 44 Sekunden vor seinen ehemaligen Fluchtgefährten. Mathieu van der Poel, der ebenfalls Teil der Ausreißergruppe gewesen war, holte das Gelbe Trikot nach nur einem Tag zurück, wobei er die Gesamtführung letztlich nur mit einer Sekunde Vorsprung übernahm. Die hüglige Etappe sorgte dafür, dass das Hauptfeld in mehrere Gruppen zerfiel. Zudem verlor Primož Roglič in der steilen Schlussrampe weitere fünf Sekunden gegenüber den anderen Gesamtklassement-Fahrern.

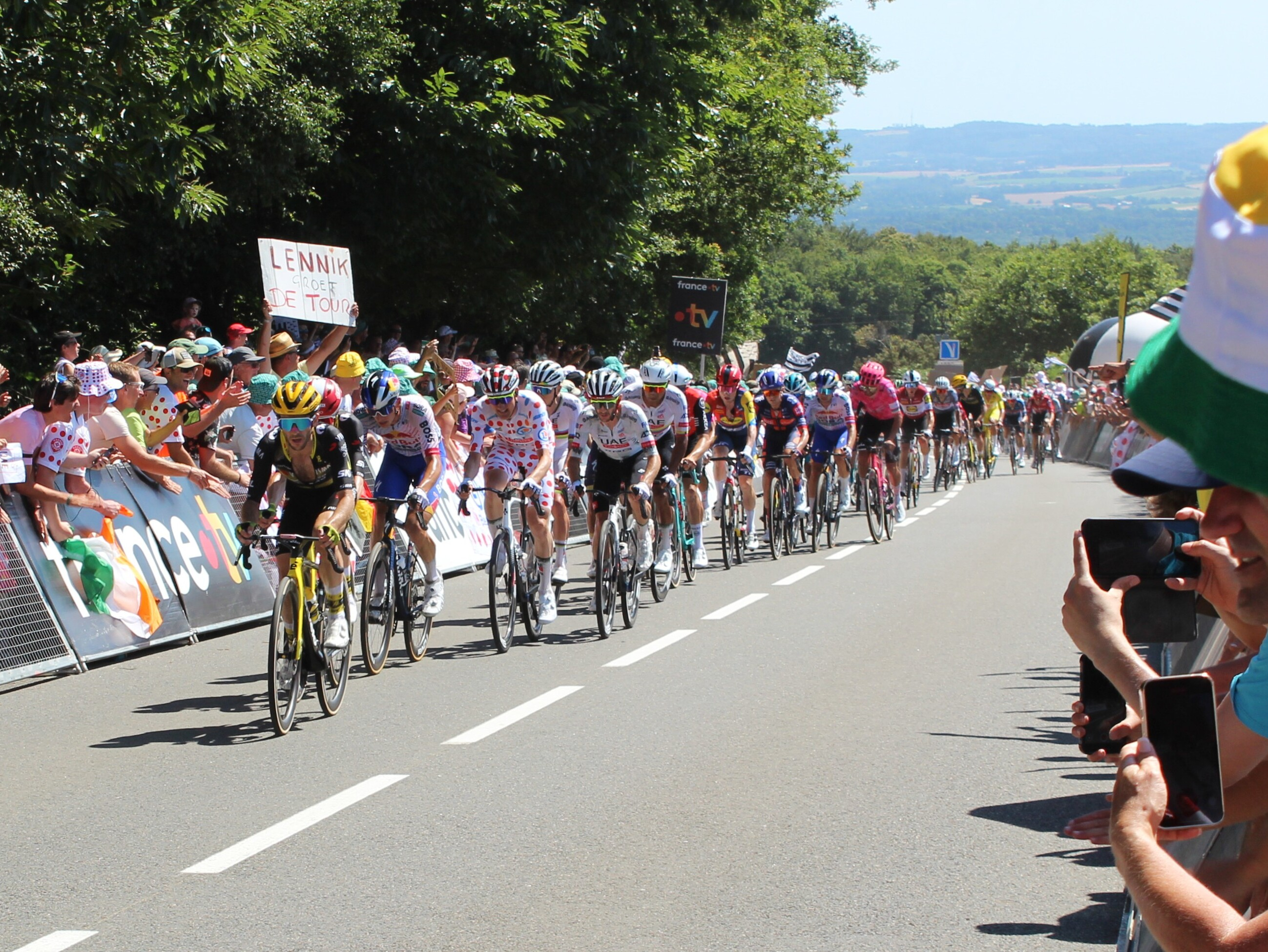
Simon Yates führt die Favoritengruppe über die erste Zielpassage auf der Mûr-de-Bretagne (7. Etappe)

Die 7. Etappe endete mit der ersten kleinen Bergankunft auf der Mûr-de-Bretagne, die im Finale zweimal absolviert werden musste. Der Weltmeister Tadej Pogačar wurde einmal mehr seiner Favoritenrolle gerecht und setzte sich im Bergauf-Sprint vor Jonas Vingegaard durch. Dahinter folgte Oscar Onley (Picnic PostNL) auf dem dritten Tagesrang, wobei er eine fünf Fahrer umfassende Gruppe um Felix Gall (Decathlon AG2R La Mondiale), Matteo Jorgenson, Remco Evenepoel und Kévin Vauquelin mit einem Rückstand von zwei Sekunden über den Zielstrich führte. Primož Roglič und Florian Lipowitz büßten im Schlussanstieg 21 Sekunden ein, womit sie in der Gesamtwertung bereits mehr als drei Minuten zurücklagen. João Almeida, der als wichtiger Helfer von Tadej Pogačar an den Start gegangen war, und selbst Ambitionen im Gesamtklassement hatte, stürzte in einer Abfahrt und fiel in der Gesamtwertung weit zurück. Mit seinem zweiten Etappensieg übernahm Tadej Pogačar das Gelbe Trikot von Mathieu van der Poel, der in der zweiten Auffahrt viel Zeit verlor. Remco Evenepoel lag als Gesamtzweiter nun 54 Sekunden zurück, während der Gesamtdritte Kévin Vauquelin einen Rückstand von einer Minute und elf Sekunden aufwies. Jonas Vingegaard lag nun eine Minute und 17 Sekunden hinter Tadej Pogačar zurück.
Auf der 8. Etappe kam es zu einem Massensprint den der Italiener Jonathan Milan souverän vor Wout van Aert (Visma-Lease a Bike) und Kaden Groves (Alpecin-Deceuninck) gewann. In der Gesamtwertung kam es zu keinen nennenswerten Veränderungen.
Auch die 9. Etappe endete in einem Massensprint. Diesmal musste sich Jonathan Milan jedoch dem Belgier Tim Merlier geschlagen geben, der seinen zweiten Etappensieg feierte. Platz drei ging an Arnaud De Lie (Lotto). João Almeida musste die Rundfahrt aufgrund seiner Sturzverletzungen aufgeben, womit der gesamtführende Tadej Pogačar einen wichtigen Helfer für die Bergetappen verlor.
Die 10. Etappe führte die Fahrer am französischen Nationalfeiertag ins Zentralmassiv, wo eine weitere kleine Bergankunft bei der Station du Mont-Dore stattfand. Der Etappensieg ging an den Briten Simon Yates (Visma-Lease a Bike), der sich aus der Ausreißergruppe mit einem Vorsprung von neun Sekunden vor Thymen Arensman (Ineos Grenadiers) durchsetzte. Ben Healy überquerte den Zielstrich mit einem Rückstand von 31 Sekunden als Dritter und übernahm somit die Gesamtführung von Tadej Pogačar, der das Ziel zeitgleich mit Jonas Vingegaard erreichte. Die beiden hatten sich im Schlussanstieg von den restlichen Gesamtklassement-Fahrern absetzen können, wobei sie letztlich nur wenige Sekunden herausfuhren. Vor dem ersten Ruhetag liegt Ben Healy in der Gesamtwertung 29 Sekunden vor Tadej Pogačar, während Remco Evenepoel eine weitere Minute an Rückstand aufweist. Jonas Vingegaard liegt als Gesamtvierter eine Minute und 46 Sekunden zurück.

### Zweite Woche (Etappen 11–15)
Nach dem ersten Ruhetag wurde die Tour de France mit der 11. Etappe auf einem hügeligen Abschnitt um Toulouse fortgesetzt. Dabei kam es zu mehreren Angriffen, wodurch sich stetig neue Ausreißergruppen formierten. Schlussendlich setzte sich der Norweger Jonas Abrahamsen (Uno-X Mobility) im Zwei-Mann-Sprint vor Mauro Schmid (Jayco AlUla) durch, nachdem das Duo den herannahenden Mathieu van der Poel (Alpecin-Deceuninck) im Finale auf Distanz halten konnte. Tadej Pogačar (UAE Team Emirates-XRG) stürzte rund vier Kilometer vor dem Ziel, verlor jedoch keine Zeit, da seine Kontrahenten auf ihn warteten. Ben Healy (EF Education-EasyPost) verteidigte das Gelbe Trikot und ging mit einem Vorsprung von 29 Sekunden in die Pyrenäen.

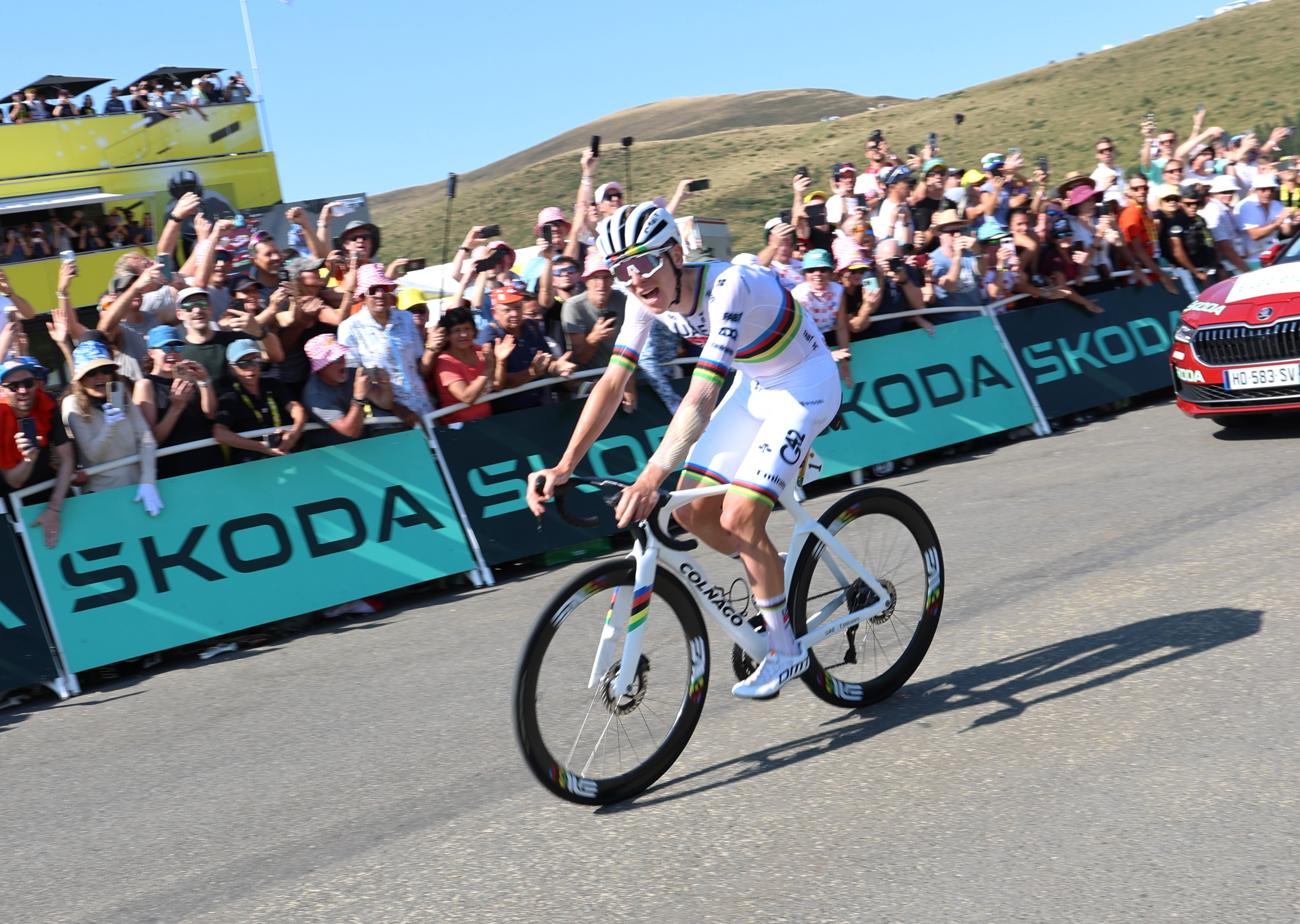
Auf der 12. Etappe triumphiert Tadej Pogačar bei der ersten großen Bergankunft mit einem Vorsprung von mehr als zwei Minuten und holt sich das Gelbe Trikot zurück

Die 12. Etappe endete mit der ersten großen Bergankunft in Hautacam. Dabei erwies sich einmal mehr der Weltmeister Tadej Pogačar als stärkster Fahrer. Trotz seines Sturzes am Vortag, griff er bereits auf den ersten Kilometern des Schlussanstiegs an und distanzierte auch Jonas Vingegaard (Visma-Lease a Bike) bereits elf Kilometer vor dem Ziel. Bei seinem dritten Etappensieg fuhr er zugleich einen Vorsprung von zwei Minuten und zehn Sekunden heraus und sorgte somit für klare Verhältnisse im Gesamtklassement. Hinter Jonas Vingegaard belegte Florian Lipowitz (Red Bull-Bora-hansgrohe) den dritten Tagesrang mit weiteren 13 Sekunden Rückstand. Weiters folgten Oscar Onley (Picnic PostNL) und Tobias Halland Johannessen (Uno-X Mobility), die drei Minuten gegenüber Tadej Pogačar verloren. Remco Evenepoel (Soudal Quick-Step), der bereits am ersten Anstieg des Tages in Schwierigkeiten geraten war, verlor als Siebenter drei Minuten und 35 Sekunden. Primož Roglič (Red Bull-Bora-hansgrohe) belegte mit einem Rückstand von vier Minuten und acht Sekunden den neunten Rang. Auch Matteo Jorgenson, der Co-Leader der Visma-Lease a Bike, büßte viel Zeit ein und spielte in der Gesamtwertung keine Rolle mehr. In der Gesamtwertung lag Tadej Pogačar nun bereits drei Minuten und 31 Sekunden vor Jonas Vingegaard. Dahinter folgte Remco Evenepoel mit einem Rückstand von vier Minuten und 45 Sekunden.
Auch im Bergzeitfahren der 13. Etappe erwies sich Tadej Pogačar als stärkster Fahrer. Der Slowene feierte seinen vierten Etappensieg mit einem Vorsprung von 36 Sekunden vor Jonas Vingegaard. Primož Roglič wurde mit einem Rückstand von einer Minute und 20 Sekunden Dritter. Danach folgten Florian Lipowitz, Lucas Plapp (Jayco AlUla), Matteo Jorgenson und Oscar Onley mit geringen Zeitabständen, wobei sie rund zwei Minuten verloren. Der große Verlierer des zweiten Zeitfahrens war jedoch der Weltmeister Remco Evenepoel, der als Zwölfter zwei Minuten und 39 Sekunden einbüßte. In der Gesamtwertung lag Tadej Pogačar nun bereits vier Minuten und sieben Sekunden vor Jonas Vingegaard. Remco Evenepoel verteidigte den dritten Gesamtrang, wies jedoch nur noch einen Vorsprung von sechs Sekunden gegenüber Florian Lipowitz auf.

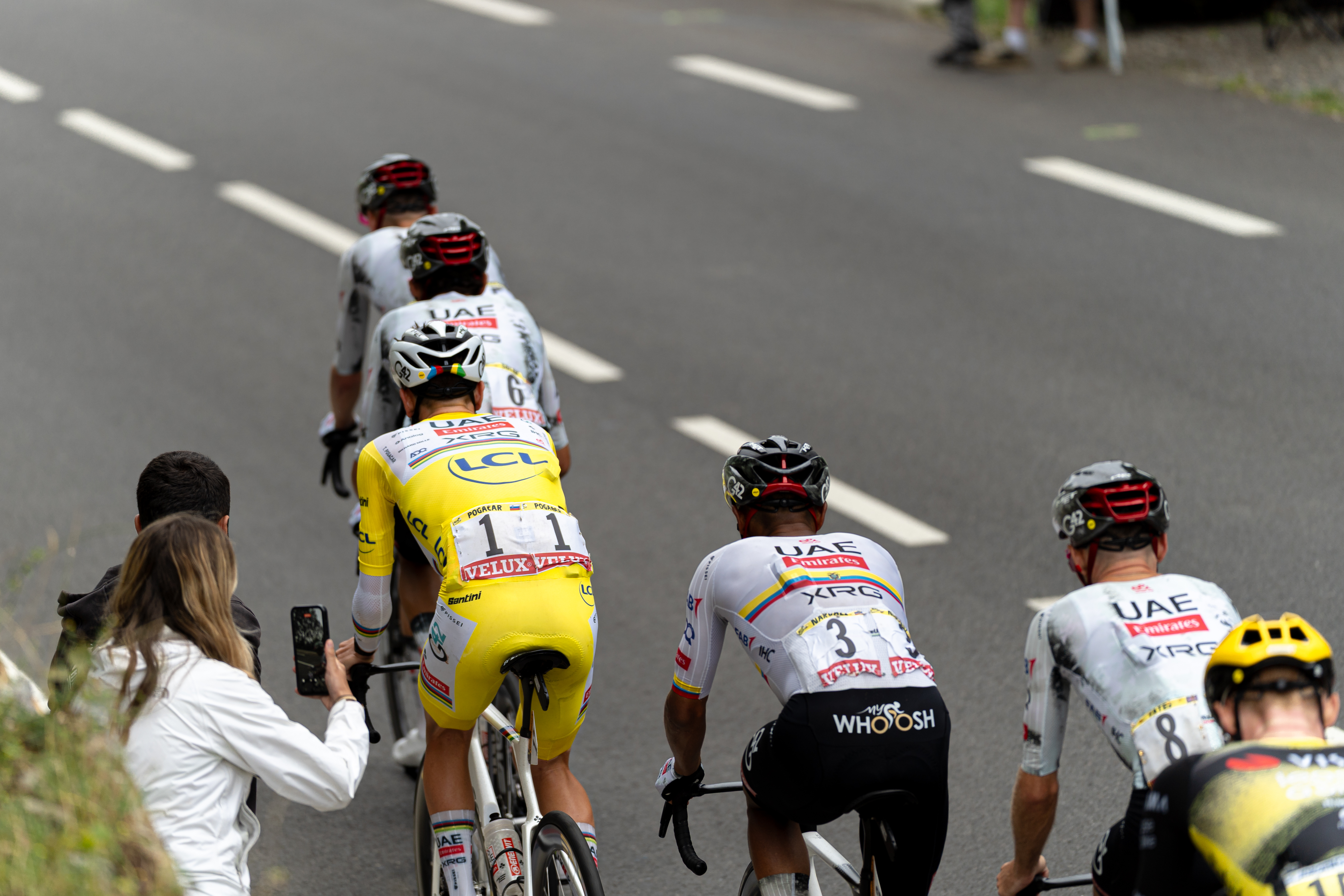
Das UAE Team Emirates-XRG um den gesamtführenden Tadej Pogačar auf der 14. Etappe

Die 14. Etappe ging mit einer weiteren Bergankunft in Luchon-Superbagnères zu Ende. Den Etappensieg sicherte sich der Niederländer Thymen Arensman (Ineos Grenadiers), der sich als einziger Fahrer der Ausreißergruppe behaupten konnte. Dahinter lancierte Jonas Vingegaard seine ersten Angriffe, konnte Tadej Pogačar jedoch nicht abschütteln. Schlussendlich konnte der Slowene im Zielsprint sogar vier Sekunden herausfahren und aufgrund der Zeitbonifikationen seinem Vorsprung zwei weitere Sekunden hinzufügen. Auf den weiteren Plätzen folgten Felix Gall (Decathlon AG2R La Mondiale), Florian Lipowitz, Oscar Onley, Ben Healy, Primož Roglič, Tobias Halland Johannessen und Kévin Vauquelin (Arkéa-B&B Hotels). Remco Evenepoel gab das Rennen bereits im ersten Anstieg des Tages, dem Col du Tourmalet, auf womit Florian Lipowitz auf den dritten Gesamtrang verrückte und zugleich das Weiße Trikot des besten Nachwuchsfahrers übernahm. Im Kampf um den Gesamtsieg baute Tadej Pogačar seinen Vorsprung gegenüber Jonas Vingegaard auf vier Minuten und 13 Sekunden aus.
Zum Abschluss der zweiten Woche führte die Tour de France auf der 15. Etappe aus den Pyrenäen in die Montagne Noire, wo ein hügeliger Abschnitt mit Zielankunft in Carcassonne auf dem Programm stand. Die frühe Rennphase wurde vom Wind und Stürzen geprägt, wobei auch Florian Lipowitz zu Fall kam. Nachdem sich eine große Fluchtgruppe gebildet hatte, beruhigte sich die Rennsituation im Peloton jedoch. Der Etappensieg ging an den Belgier Tim Wellens (UAE Team Emirates-XRG), der sich mit einem Vorsprung von einer Minute und 28 Sekunden nach einem Solo über 43 Kilometer durchsetzte. Julian Alaphilippe (Tudor) führte die erste größere Gruppe mit einem Rückstand von einer Minute und 36 Sekunden als Dritter über den Zielstrich. In der Gesamtwertung kam es zu keinen nennenswerten Veränderungen. Tadej Pogačar ging mit einem Vorsprung von vier Minuten und 13 Sekunden in den zweiten Ruhetag, während Florian Lipowitz als Dritter einen Rückstand von sieben Minuten und 53 Sekunden aufwies.

### Dritte Woche (Etappen 16–21)

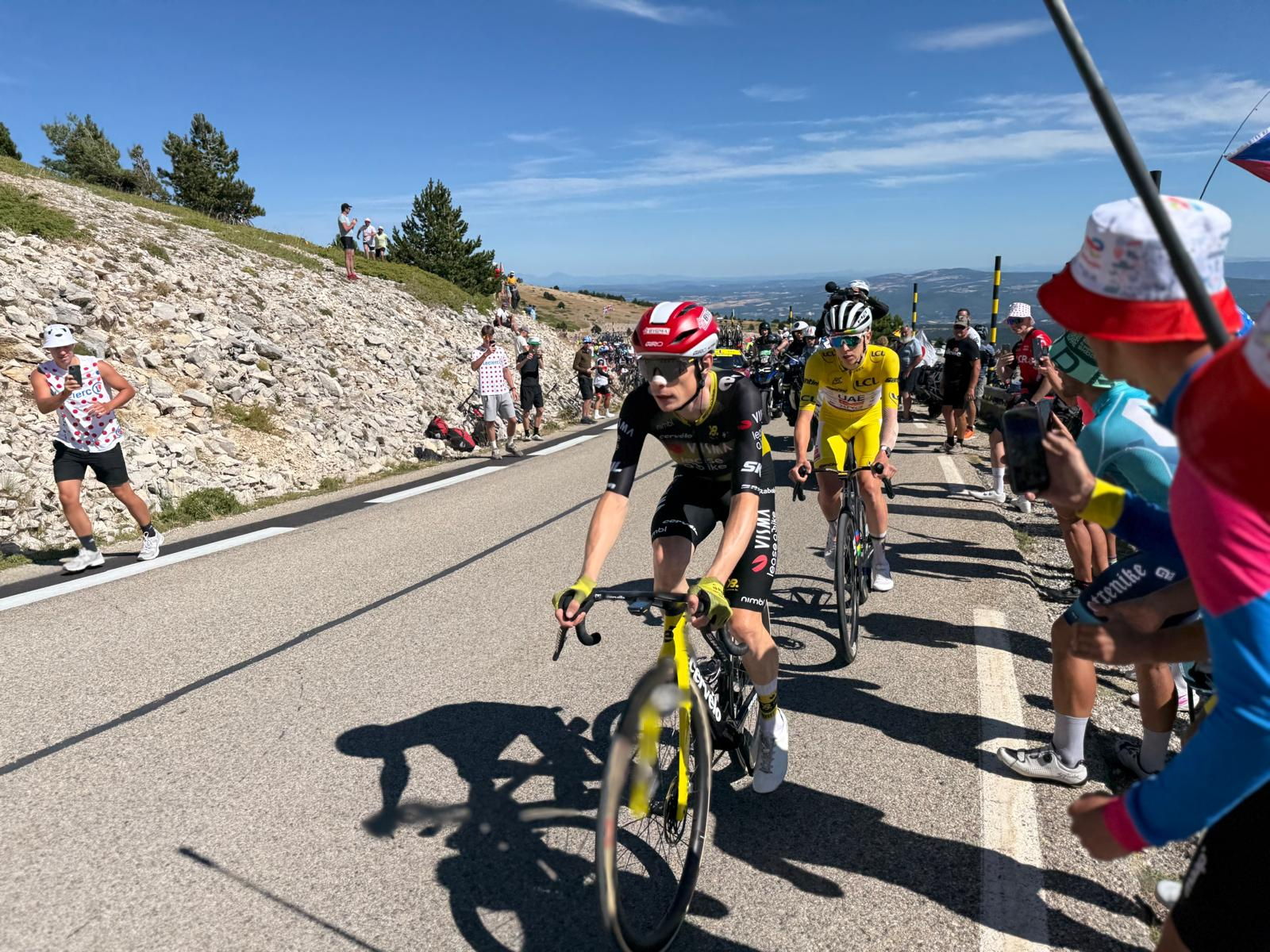
Jonas Vingegaard und Tadej Pogačar im Anstieg des Mont Ventoux

Die 16. Etappe endete mit einer Bergankunft auf dem legendären Mont Ventoux. Den Sieg sicherte sich der Franzose Valentin Paret-Peintre (Soudal Quick-Step), der sich aus der Fluchtgruppe vor Ben Healy (EF Education-EasyPost) und Santiago Buitrago (Bahrain Victorious) durchsetzte. Dahinter kam es zu einem weiteren Duell zwischen Tadej Pogačar (UAE Team Emirates-XRG) und Jonas Vingegaard (Visma-Lease a Bike), wobei sich der Slowene einmal mehr als souverän erwies und im Zielsprint zwei weitere Sekunden herausfuhr. Etwas mehr als eine Minute hinter den beiden folgten Primož Roglič und Florian Lipowitz (beide Red Bull-Bora-hansgrohe), wobei Letzterer seinen Podiumsplatz verteidigte und seinen Vorsprung um rund eine halbe Minute auf den Gesamtvierten Oscar Onley (Picnic PostNL) ausbaute.
Auf der 17. Etappe kam es zu einem Sprint, den Jonathan Milan (Lidl-Trek) gewann. Der Italiener profitierte dabei von einem Massensturz, der sich auf nassen Straßen rund einen Kilometer vor dem Ziel ereignete. Neben seinem zweiten Etappensieg baute Jonathan Milan auch seine Führung in der Punktewertung aus, die er nun mit einem soliden Vorsprung vor Tadej Pogačar anführte. Die weiteren Etappenplatzierungen gingen an Jordi Meeus (Red Bull-Bora-hansgrohe) und Tobias Lund Andresen (Picnic PostNL), während es in der Gesamtwertung zu keinen nennenswerten Veränderungen kam.

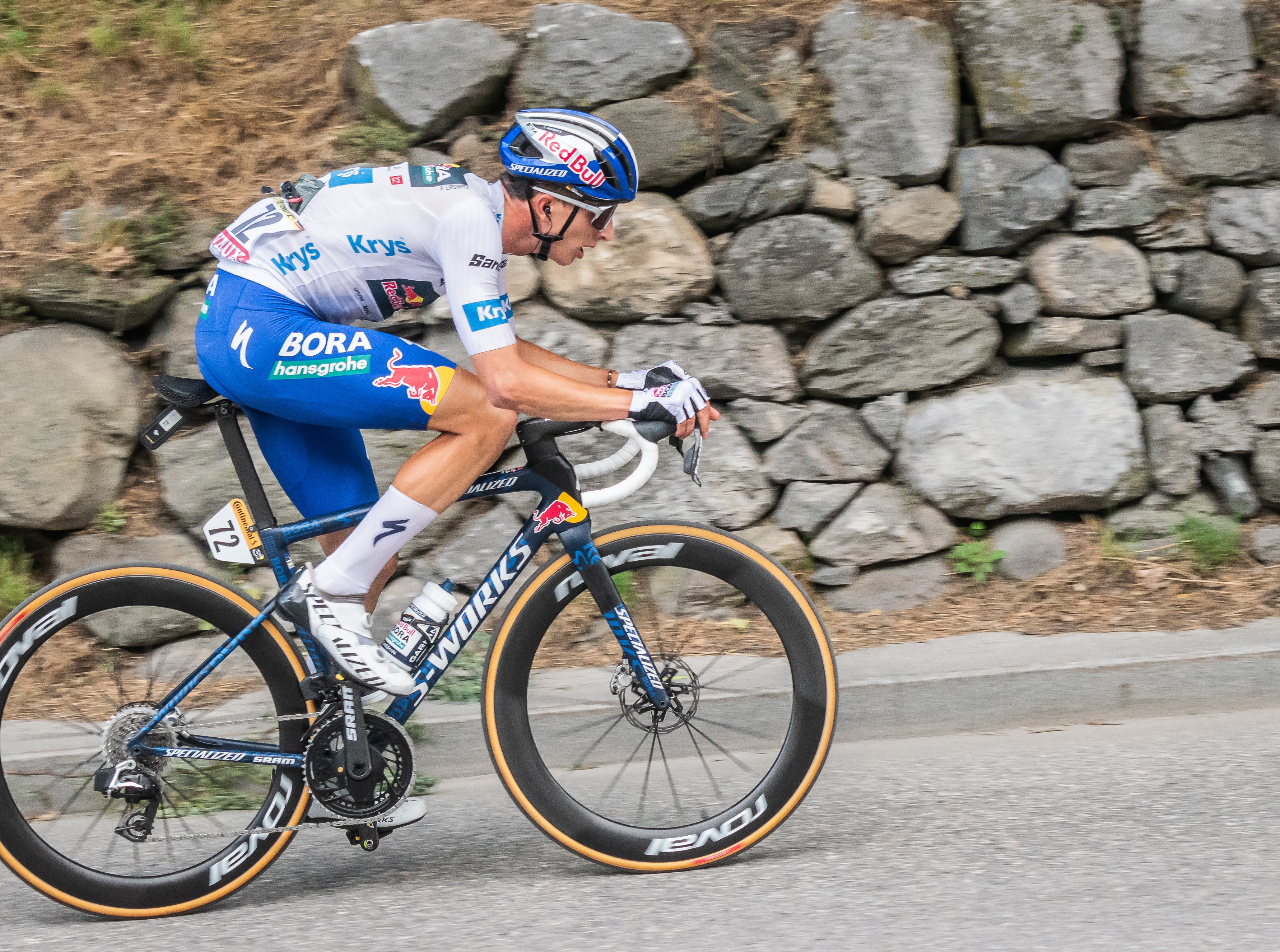
Auf der 18. Etappe greift Florian Lipowitz vor dem Schlussanstieg des Col de la Loze an

Mit der 18. Etappe führte die Tour de France in die Alpen, wo die Entscheidung im Kampf um den Gesamtsieg fiel. Das Ziel befand sich dabei auf dem Col de la Loze, der mit einer Höhe von 2304 Metern den höchsten Punkt der 112. Austragung darstellte. Zuvor mussten mit dem Col du Glandon und Col de la Madeleine zwei weitere Pässe der höchsten Kategorie überquert werden. Nachdem das Team Visma-Lease a Bike mit Matteo Jorgenson am ersten Anstieg einen Fahrer in der Spitzengruppe platziert hatte, griff Jonas Vingegaard bereits rund 70 Kilometer vor dem Ziel im Anstieg des Col de la Madeleine an. Der Däne konnte den gesamtführenden Tadej Pogačar jedoch nicht distanzieren und so schlossen die beiden kurz darauf gemeinsam zur Spitze des Rennens auf. Dahinter folgte Florian Lipowitz, der den beiden nicht folgen hatte können und die anschließenden Kilometer als Solist bestritt. Nach der Abfahrt nahm die Spitzengruppe das Tempo im Tal heraus, was Ben O’Connor (Jayco AlUla), Einer Rubio (Movistar) und Matteo Jorgenson nutzten, um sich vor dem Schlussanstieg erneut abzusetzen. Während das Trio einen Vorsprung von rund zwei Minuten herausfuhr, konnte Florian Lipowitz zur Gruppe um das Gelbe Trikot aufschließen, ehe er selbst antrat und die Auffahrt auf den Col de la Loze als Solist in Angriff nahm. Der Schlussanstieg gestaltete sich schlussendlich im Gegensatz zur frühen Rennphase wenig ereignisvoll. Ben O’Connor gewann die Etappe mit einem Vorsprung von einer Minute und 45 Sekunden, während Einer Rubio und Matteo Jorgenson zurückfielen. Tadej Pogačar überquerte den Zielstrich als Zweiter, wobei er elf weitere Sekunden auf Jonas Vingegaard herausfuhr, der Etappendritter wurde. Florian Lipowitz musste seinem Angriff Tribut zollen und erreichte das Ziel als Elfter mit einem Rückstand von drei Minuten und 37 Sekunden. Somit konnte er den Podiumsplatz und das Weiße Trikot nur knapp um 22 Sekunden vor Oscar Onley verteidigen, der als Vierter eine Minute und 39 Sekunden gegenüber dem Deutschen gutmachte. Vor der letzten Bergankunft führte Tadej Pogačar die Gesamtwertung nun mit vier Minuten und 26 Sekunden vor Jonas Vingegaard an. Florian Lipowitz lag bereits mit mehr als elf Minuten Rückstand auf dem dritten Gesamtrang.

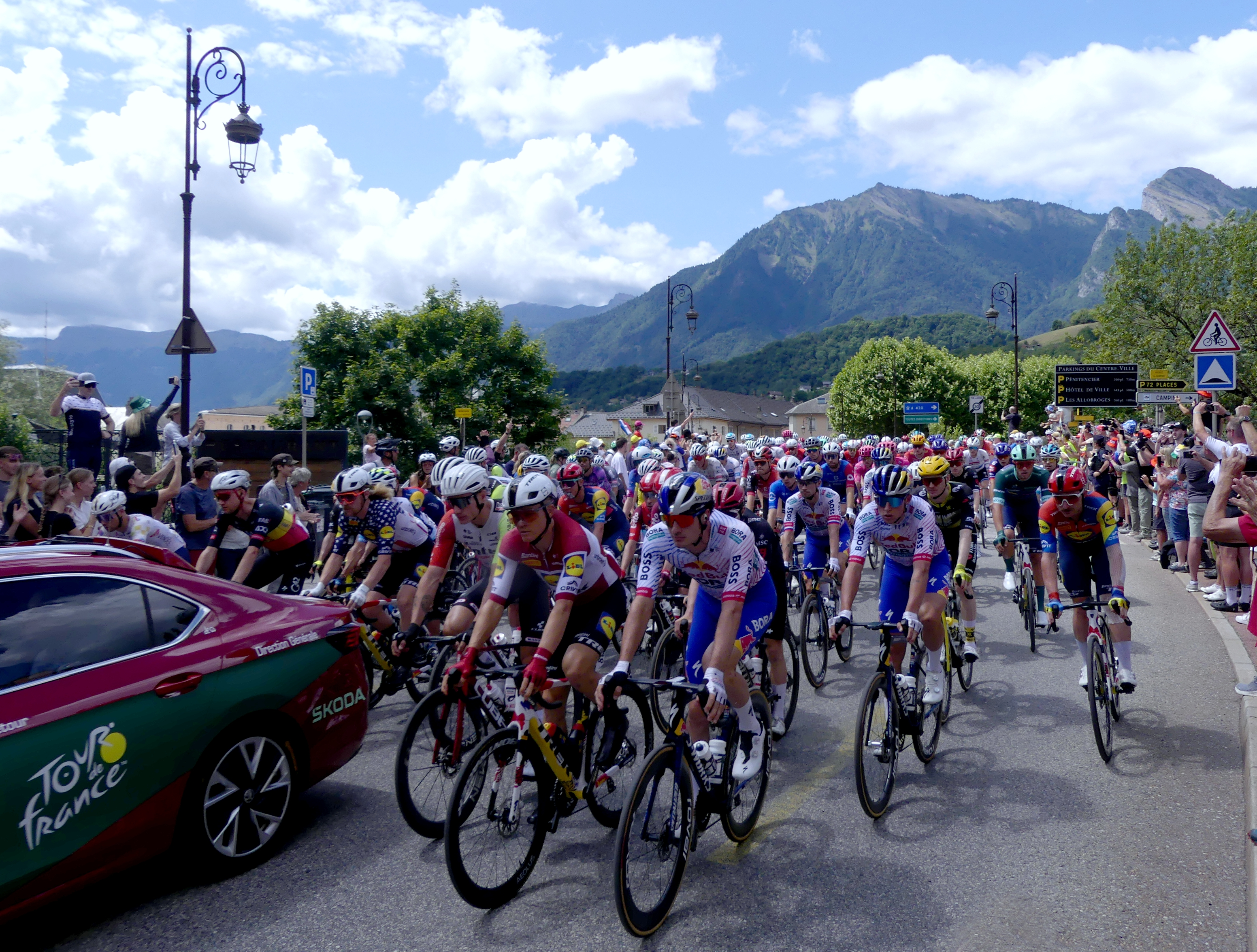
Das Peloton vor der letzten Bergankunft in La Plagne (19. Etappe)

Die 19. Etappe musste aufgrund einer Rinderseuche am Col des Saisies kurzfristig verkürzt werden, wobei anstatt der geplanten 129,9 nur 93,1 Kilometer absolviert wurden. Zudem standen mit der Kombination aus Col du Pré und Cormet de Roselend nur noch zwei Bergwertungen auf dem Programm, ehe es zur letzten Bergankunft nach La Plagne ging. Der Etappensieg ging überraschend an den Niederländer Thymen Arensman (Ineos Grenadiers), der sich rund 16 Kilometer vor dem Ziel im Schlussanstieg von den Gesamtklassement-Fahrern absetzte und einen Vorsprung von nur zwei Sekunden ins Ziel rettete. Dahinter setzte sich Jonas Vingegaard im Sprint vor Tadej Pogačar durch, was jedoch keine große Auswirkung auf die Gesamtwertung hatte. Platz vier ging an den Deutschen Florian Lipowitz, der den beiden Spitzenreitern im Gegensatz zu Oscar Onley folgen hatte können und somit seinen Podestplatz absicherte. Nach den Alpen-Etappen wies Tadej Pogačar einen Vorsprung von vier Minuten und 24 Sekunden gegenüber Jonas Vingegaard auf. Mit einem Rückstand von elf Minuten und neun Sekunden folgte Florian Lipowitz, der nun selbst etwas mehr als eine Minute vor Oscar Onley lag. Primož Roglič, der in den Alpen in die Ausreißergruppen gegangen war, brach im Schlussanstieg ein und fiel auf den siebten Gesamtrang zurück.
Die 20. Etappe führte bei regnerischen Bedingungen durch den Jura. Den Etappensieg sicherte sich der Sprinter Kaden Groves (Alpecin-Deceuninck), wobei er die Etappe nach einem Solo über 17 Kilometer aus der Ausreißergruppe gewann. Mit Rückständen von rund einer Minute folgten Frank van den Broek (Picnic PostNL) und Pascal Eenkhoorn (Soudal Quick-Step) auf den weiteren Plätzen. In der Gesamtwertung brachte die Etappe nur geringe Veränderungen, wobei der Franzose Jordan Jegat (TotalEnergies) als Teil der Fluchtgruppe den Australier Ben O’Connor vom 10. Gesamtrang verdrängte.
Mit der 21. Etappe ging die 112. Austragung der Tour de France in Paris zu Ende. Im Gegensatz zum traditionellen Rundkurs führte die Strecke jedoch dreimal über den Anstieg von Montmartre, ehe das Ziel auf der Champs Élysées erreicht wurde. Wegen des heftigen Regens und durch die ohnehin mit relativ hohem Sturzrisiko behafteten Fahrbahnverhältnise wie Kopfsteinpflaster, teilweise enge Straßen, scharfe Kurven sowie steile An- und Abfahrten entlang dieses an der Sacré-Cœur de Montmartre vorbeiführenden Abschnitts beschloss die Tourleitung eine Zeitnahme vor der ersten Anfahrt zum Montmartre. Damit fand erstmals eine Zeitnahme bereits 50,3 km vor der finalen Etappenzieldurchfahrt statt. Diese Zeit floss dann in das Gesamtergebnis ein. Voraussetzung für eine Platzierung in der Etappenwertung und dem Gesamtklassement blieb wie üblich das Erreichen des regulären Etappenziels auf den Champs-Élysées. Zu dieser ungewöhnlichen Regelung entschloss man sich, um das Risiko von Stürzen für den letzten Streckenabschnitt im Interesse der Gesundheit der Fahrer nicht unnötig zu erhöhen und um evtl. daraus folgende, unfaire Auswirkungen auf das Gesamtklassement zu vermeiden. Trotz seines sicheren Vorsprungs im Gesamtklassement mischte Tadej Pogačar um den Etappensieg mit und war Teil einer fünf Fahrer umfassenden Spitzengruppe, die sich in der zweiten Auffahrt des Montmatre bildete. In der letzten Runde konnte der Slowene jedoch einem Antritt von Wout van Aert (Visma-Lease a Bike) nicht folgen, der die letzten 6,5 Kilometer als Solist zurücklegte und seinen insgesamt zehnten Tour-de-France-Etappensieg feierte. Mit einem Rückstand von 19 Sekunden folgten Davide Ballerini (XDS Astana) und Matej Mohorič (Bahrain Victorious), ehe Tadej Pogačar den Zielstrich als Vierter überquerte und somit seinen vierten Tour-de-France-Gesamtsieg fixierte. Der Slowene gewann die 112. Austragung schlussendlich mit einem Vorsprung von vier Minuten und 24 Sekunden vor Jonas Vingegaard, während Florian Lipowitz als bester Nachwuchsfahrer mit einem Rückstand von elf Minuten Gesamtdritter wurde. Weiters setzte sich Tadej Pogačar auch in der Bergwertung durch, während Jonathan Milan die Punktewertung für sich entschied.

## Reglement
Das Rennen wurde nach dem Reglement der Union Cycliste Internationale (UCI) für Etappenrennen ausgetragen. Der Veranstalter ASO legte im Einklang hiermit ein Sonderreglement fest, aus dem sich die Höhe der Preisgelder und die Kriterien für die Vergabe der Sonderwertungen ergaben. Die Gesamtwertung und die Mannschaftswertung ergaben sich aus dem Reglement der UCI.

### Etappenkoeffizienten und Karenzzeit
Der Veranstalter wies den Etappen sechs Koeffizienten zu. Diese wirkten sich auf die Karenzzeit und die Punktewertung aus. Der Etappenkoeffizient gab Aussage über die Schwierigkeit einer Etappe, wobei der Koeffizient 1 für Etappen ohne besondere Schwierigkeit bestimmt war und der Koeffizient 5 bei sehr schweren und kurzen Etappen zum Einsatz kam. Einzelzeitfahren wurden dem Koeffizient 6 zugeteilt.
| Koeffizient | Beschreibung                         | Etappen            |
| ----------- | ------------------------------------ | ------------------ |
| 1           | Etappen ohne besondere Schwierigkeit | 1, 3, 8, 9, 17, 21 |
| 2           | Etappen mit „hügligem“ Terrain       | 2, 4, 7, 11, 15    |
| 3           | Etappen auf „sehr hügligem“ Terrain  | 6, 16, 20          |
| 4           | sehr schwere Etappen                 | 10, 12, 14         |
| 5           | sehr schwere, kurze Etappen          | 18, 19             |
| 6           | Einzelzeitfahren                     | 5, 13              |

Auf Basis der sechs Koeffizienten, wurden folgende Karenzzeiten berechnet:
- Koeffizient 1: Karenzzeit zwischen 5 % bei einer Siegergeschwindigkeit unter 38 km/h und 12 % bei einer Siegergeschwindigkeit über 50 km/h,
- Koeffizient 2: Karenzzeit zwischen 8 % bei einer Siegergeschwindigkeit unter 37 km/h und 18 % bei einer Siegergeschwindigkeit über 46 km/h,
- Koeffizient 3: Karenzzeit zwischen 11 % bei einer Siegergeschwindigkeit unter 36 km/h und 20 % bei einer Siegergeschwindigkeit über 44 km/h,
- Koeffizient 4: Karenzzeit zwischen 9 % bei einer Siegergeschwindigkeit unter 31 km/h und 19 % bei einer Siegergeschwindigkeit über 40 km/h,
- Koeffizient 5: Karenzzeit zwischen 11 % bei einer Siegergeschwindigkeit unter 29 km/h und 19 % bei einer Siegergeschwindigkeit über 36 km/h,
- Koeffizient 6: Karenzzeit von 25 % der Zeit des Siegers bei flachen Zeitfahren und 33 % bei Bergzeitfahren.

Die Etappenkoeffizienten waren auch bedeutend für die Anzahl der bei Etappenankünften vergebenen Punkte in der Punktewertung.

### Gesamtwertung
Der Führende der Gesamtwertung trug das Gelbe Trikot (maillot jaune). Die Gesamtwertung ergab sich wie stets bei internationalen Etappenrennen aus der Addition der gefahrenen Zeiten. Zusätzlich gab es bei den Etappenzielen – außer den Zeitfahretappen – zehn, sechs und vier Sekunden Zeitbonifikation. Anders als im Vorjahr gab es keine Zeitbonifikationen bei den Zwischensprints oder bei Bonussprints.
Allen Fahrern, die die Ziellinie in einer Gruppe überquerten, wurde die Zielzeit des ersten Fahrers der Gruppe zugeschrieben. Bei Abständen von mehr als einer Sekunde kam es zur Teilung von Gruppen (unterschiedliche Zielzeiten der beiden Gruppen). Auf den Etappen 1., 3., 8., 9., 15., 17., und 21 wurde von einem Massensprint ausgegangen, bei denen das Fahrerfeld geschlossen im Ziel ankam. Hier durften die Abstände innerhalb der Gruppe maximal drei Sekunden betragen. Die Zeiten wurden stets auf die nächste Sekunde abgerundet, ehe sie in die Gesamtwertung einberechnet wurden. In den Einzelzeitfahren der 5. und 13. Etappe, wurden die Zeit auf Hundertstel genau genommen um die Gesamtwertung bei Gleichstand entscheiden zu können.
Sollte ein Fahrer aufgrund von „nicht-physischen Gründen“ (Platten, technischer Defekt, Sturz etc.) auf den letzten drei Kilometern abgehängt worden sein, wurde ihm die Zeit der Gruppe zugeschrieben, in der er sich zuletzt befunden hatte. Die 3-Kilometer-Regel wurde auf den Etappen 2, 6, 7, 10, 11, 14, 16, 18 und 19 aufgehoben.

### Punktewertung
Der Führende der Punktewertung trug das Grüne Trikot (maillot vert). Die Punkte für diese Wertung wurden bei Etappenzielen entsprechend der Schwierigkeit und Art der Etappe (→Koeffizient) und bei Zwischensprints wie folgt vergeben:
| Platzierung                                                                      | 1. | 2. | 3. | 4. | 5. | 6. | 7. | 8. | 9. | 10. | 11. | 12. | 13. | 14. | 15. |
| -------------------------------------------------------------------------------- | -- | -- | -- | -- | -- | -- | -- | -- | -- | --- | --- | --- | --- | --- | --- |
| 1., 2., 3., 4., 7., 8., 9., 11., 15., 17. und 21. Etappe (Koeffizienten 1 und 2) | 50 | 30 | 20 | 18 | 16 | 14 | 12 | 10 | 8  | 7   | 6   | 5   | 4   | 3   | 2   |
| 6., 16. und 20. Etappe (Koeffizient 3)                                           | 30 | 25 | 22 | 19 | 17 | 15 | 13 | 11 | 9  | 7   | 6   | 5   | 4   | 3   | 2   |
| 5., 10., 12., 13., 14., 18. und 19. (Koeffizienten 4, 5 und 6)                   | 20 | 17 | 15 | 13 | 11 | 10 | 9  | 8  | 7  | 6   | 5   | 4   | 3   | 2   | 1   |
| Zwischensprints                                                                  | 20 | 17 | 15 | 13 | 11 | 10 | 9  | 8  | 7  | 6   | 5   | 4   | 3   | 2   | 1   |

### Bergwertung
Der Führende der Bergwertung trug das Gepunktete Trikot (maillot à pois). Die Punkte für diese Wertung wurden auf den Überfahrten der vom Veranstalter kategorisierten Anstiege wie folgt vergeben:
| Platzierung           | 1. | 2. | 3. | 4. | 5. | 6. | 7. | 8. |   |
| --------------------- | -- | -- | -- | -- | -- | -- | -- | -- | - |
| Hors Catégorie * (9×) | 20 | 15 | 12 | 10 | 8  | 6  | 4  | 2  |   |
| 1. Kategorie (4×)     | 10 | 8  | 6  | 4  | 2  | 1  | —  | —  |   |
| 2. Kategorie (13×)    | 5  | 3  | 2  | 1  | —  | —  | —  | —  |   |
| 3. Kategorie (16×)    | 2  | 1  | —  | —  | —  | —  | —  | —  |   |
| 4. Kategorie (26×)    | 1  | —  | —  | —  | —  | —  | —  | —  | — |

Souvenir Henri Desgrange
Der erste Fahrer auf der Passhöhe des Col de la Loze (18. Etappe) wurde mit dem Souvenir Henri Desgrange ausgezeichnet, das mit einer Prämie von 5000 Euro verbunden war.
Souvenir Jacques Goddet
Der erste Fahrer auf dem Gipfel des Col du Tourmalet (14. Etappe) wurde mit dem Souvenir Jacques Goddet ausgezeichnet, das mit einer Prämie von 5000 Euro verbunden war.

### Nachwuchswertung
Der Führende der Nachwuchswertung trug das Weiße Trikot (maillot blanc). Die Nachwuchswertung war identisch zur Gesamtwertung, aber auf die seit dem 1. Januar 2000 geborenen Fahrer beschränkt.

### Mannschaftswertung
Die Führenden der Mannschaftswertung trugen eine gelbe Rückennummer. Die Mannschaftswertung berechnete sich aus den Zeiten der drei ersten Fahrer eines Teams auf jeder Etappe.

### Kämpferischster Fahrer
Eine Jury zeichnete am Ende einer Etappe und am Ende der Tour de France einen Fahrer mit einer goldenen Rückennummer als kämpferischsten Fahrer aus. Ausgenommen waren die Einzelzeitfahren.

### Preisgelder
Die Preisgelder beliefen sich abzüglich Steuer auf eine Gesamtsumme von 2.305.250 Euro. Davon wurden 1.138.800 Euro für das Gesamtklassement, 601.650 Euro für die Etappenwertungen, 178.800 Euro für die Mannschaftswertung, 128.000 Euro für die Punktewertung, 109.500 Euro für die Bergwertung, 66.500 Euro für die Nachwuchswertung, 58.000 Euro für die Wertungen um den kämpferischsten Fahrer sowie 24.000 Euro weitere Preise verwendet.
| Platzierung            | 1.        | 2.        | 3.        | 4.       | 5.       | 6.       | 7.       | 8.      | 9.      | 10. Anm. | Führung |
| ---------------------- | --------- | --------- | --------- | -------- | -------- | -------- | -------- | ------- | ------- | -------- | ------- |
| Gesamtwertung          | 500.000 € | 200.000 € | 100.000 € | 70.000 € | 50.000 € | 23.000 € | 11.500 € | 7.600 € | 4.500 € | 3.800 €  | 500 €   |
| Punktewertung          | 025.000 € | 015.000 € | 010.000 € | 04.000 € | 03.500 € | 03.000 € | 02.500 € | 2.000 € | —       | —        | 300 €   |
| Bergwertung            | 025.000 € | 015.000 € | 010.000 € | 04.000 € | 03.500 € | 03.000 € | 02.500 € | 2.000 € | —       | —        | 300 €   |
| Nachwuchswertung       | 020.000 € | 015.000 € | 010.000 € | 05.000 € | —        | —        | —        | —       | —       | —        | 300 €   |
| Mannschaftswertung     | 050.000 € | 030.000 € | 020.000 € | 12.000 € | 08.000 € | —        | —        | —       | —       | —        | —       |
| Kämpferischster Fahrer | 020.000 € | —         | —         | —        | —        | —        | —        | —       | —       | —        | —       |

| Platzierung                | 1.       | 2.      | 3.      | Anmerkung                                |
| -------------------------- | -------- | ------- | ------- | ---------------------------------------- |
| Etappenwertung             | 11.000 € | 5.500 € | 2.800 € | gestaffelt bis zum 20. Platz (300 €)     |
| Zwischensprints            | 01.500 € | 1.000 € | 0.500 € | 19 Zwischensprints während der Tour      |
| Bergwertung hors categorie | 00.800 € | 0.450 € | 0.300 € | 09 Wertungen während der Tour            |
| Bergwertung Kat. 1         | 00.650 € | 0.400 € | 0.150 € | 04 Wertungen während der Tour            |
| Bergwertung Kat. 2         | 00.500 € | 0.250 € | —       | 13 Wertungen während der Tour            |
| Bergwertung Kat. 3         | 00.300 € | —       | —       | 16 Wertungen während der Tour            |
| Bergwertung Kat. 4         | 00.200 € | —       | —       | 26 Wertungen während der Tour            |
| Nachwuchsfahrer            | 00.500 € | —       | —       | schnellster Nachwuchsfahrer der Etappe   |
| Kämpferischster Fahrer     | 02.000 € | —       | —       | ausgenommen Zeitfahren und Schlussetappe |
| Mannschaft                 | 02.800 € | —       | —       | schnellste Mannschaft der Etappe         |

Zusätzlich wählte die Jury am Ende jeder Woche den besten Teamkollegen – dieser erhielt 2.000 Euro – sowie den besten Teamkollegen der Rundfahrt – dieser erhielt 3.000 Euro. Zudem erhielt der Fahrer, der zuerst 50 Punkte in der Bergwertung erzielte, eine Prämie von 5.000 Euro.

## UCI-Punkte
Die Tour de France 2025 ist Teil der UCI WorldTour 2025. Während des Rennens wurden UCI-Punkte vergeben, die sich auf die Platzierung der Fahrer und Mannschaften im UCI Ranking auswirkten. Die Punktevergabe erfolgte nach folgendem Schlüssel:
| Platzierung    | 1.   | 2.   | 3.  | 4.  | 5.  | 6.  | 7.  | 8.  | 9.  | 10. | Anmerkung                                |
| -------------- | ---- | ---- | --- | --- | --- | --- | --- | --- | --- | --- | ---------------------------------------- |
| Gesamtwertung  | 1300 | 1040 | 880 | 750 | 620 | 520 | 425 | 360 | 295 | 230 | gestaffelt bis zum 60. Platz (15 Punkte) |
| Punktewertung  | 25   | —    | —   | —   | —   | —   | —   | —   | —   | —   |                                          |
| Bergwertung    | 25   | —    | —   | —   | —   | —   | —   | —   | —   | —   |                                          |
| Etappenwertung | 210  | 150  | 110 | 90  | 70  | 55  | 45  | 40  | 35  | 30  | gestaffelt bis zum 15. Platz (5 Punkte)  |
| Führung        | 25   | —    | —   | —   | —   | —   | —   | —   | —   | —   | Gesamtführender nach jeder Etappe        |

## Wertungen im Tourverlauf
Die Tabelle zeigt den Führenden in der jeweiligen Wertung bzw. die Träger der Wertungstrikots oder farbigen Rückennummern am Ende der jeweiligen Etappe an. Eine detailliertere Übersicht über die Platzierungen nach einer Etappe bieten die einzelnen Etappenartikel, die in der ersten Spalte verlinkt sind.
| Etappe | Gesamtwertung              | Punktewertung              | Bergwertung                 | Nachwuchswertung       | Teamwertung             | Kämpferischster Fahrer                        |
| ------ | -------------------------- | -------------------------- | --------------------------- | ---------------------- | ----------------------- | --------------------------------------------- |
| 1.     | Jasper Philipsen (ADC)     | Jasper Philipsen (ADC) (a) | Benjamin Thomas (COF)       | Biniam Girmay (IWA)    | Tudor Pro Cycling Team  | Mattéo Vercher (TEN)                          |
| 2.     | Mathieu van der Poel (ADC) | Jasper Philipsen (ADC) (a) | Tadej Pogačar (UAD)         | Kévin Vauquelin (ARK)  | Groupama-FDJ            | Bruno Armirail (DAT)                          |
| 3.     | Mathieu van der Poel (ADC) | Jonathan Milan (LTK)       | Tim Wellens (UAD)           | Kévin Vauquelin (ARK)  | Groupama-FDJ            | nicht vergeben (b)                            |
| 4.     | Mathieu van der Poel (ADC) | Jonathan Milan (LTK)       | Tadej Pogačar (UAD) (d)     | Kévin Vauquelin (ARK)  | Team Visma-Lease a Bike | Lenny Martinez (TBV)                          |
| 5.     | Tadej Pogačar (UAD)        | Tadej Pogačar (UAD) (c)    | Tadej Pogačar (UAD) (d)     | Remco Evenepoel (SOQ)  | Team Visma-Lease a Bike | nicht vergeben                                |
| 6.     | Mathieu van der Poel (ADC) | Jonathan Milan (LTK)       | Tim Wellens (UAD)           | Remco Evenepoel (SOQ)  | Team Visma-Lease a Bike | Ben Healy (EFE)                               |
| 7.     | Tadej Pogačar (UAD)        | Tadej Pogačar (UAD) (c)    | Tim Wellens (UAD)           | Remco Evenepoel (SOQ)  | Team Visma-Lease a Bike | Ewen Costiou (ARK)                            |
| 8.     | Tadej Pogačar (UAD)        | Jonathan Milan (LTK)       | Tim Wellens (UAD)           | Remco Evenepoel (SOQ)  | Team Visma-Lease a Bike | Mathieu Burgaudeau (TEN) Mattéo Vercher (TEN) |
| 9.     | Tadej Pogačar (UAD)        | Jonathan Milan (LTK)       | Tim Wellens (UAD)           | Remco Evenepoel (SOQ)  | Team Visma-Lease a Bike | Jonas Rickaert (ADC)                          |
| 10.    | Ben Healy (EFE)            | Jonathan Milan (LTK)       | Lenny Martinez (TBV)        | Ben Healy (EFE) (e)    | Team Visma-Lease a Bike | Ben Healy (EFE)                               |
| 11.    | Ben Healy (EFE)            | Jonathan Milan (LTK)       | Lenny Martinez (TBV)        | Ben Healy (EFE) (e)    | Team Visma-Lease a Bike | Jonas Abrahamsen (UXM)                        |
| 12.    | Tadej Pogačar (UAD)        | Jonathan Milan (LTK)       | Tadej Pogačar (UAD) (f)     | Remco Evenepoel (SOQ)  | Team Visma-Lease a Bike | Bruno Armirail (DAT)                          |
| 13.    | Tadej Pogačar (UAD)        | Jonathan Milan (LTK)       | Tadej Pogačar (UAD) (f)     | Remco Evenepoel (SOQ)  | Team Visma-Lease a Bike | nicht vergeben                                |
| 14.    | Tadej Pogačar (UAD)        | Jonathan Milan (LTK)       | Lenny Martinez (TBV)        | Florian Lipowitz (RBH) | Team Visma-Lease a Bike | Lenny Martinez (TBV)                          |
| 15.    | Tadej Pogačar (UAD)        | Jonathan Milan (LTK)       | Lenny Martinez (TBV)        | Florian Lipowitz (RBH) | Team Visma-Lease a Bike | Michael Storer (TUD)                          |
| 16.    | Tadej Pogačar (UAD)        | Jonathan Milan (LTK)       | Tadej Pogačar (UAD) (f) (g) | Florian Lipowitz (RBH) | Team Visma-Lease a Bike | Ben Healy (EFE)                               |
| 17.    | Tadej Pogačar (UAD)        | Jonathan Milan (LTK)       | Tadej Pogačar (UAD) (f) (g) | Florian Lipowitz (RBH) | Team Visma-Lease a Bike | Quentin Pacher (GFC)                          |
| 18.    | Tadej Pogačar (UAD)        | Jonathan Milan (LTK)       | Tadej Pogačar (UAD) (f) (g) | Florian Lipowitz (RBH) | Team Visma-Lease a Bike | Ben O’Connor (JAY)                            |
| 19.    | Tadej Pogačar (UAD)        | Jonathan Milan (LTK)       | Tadej Pogačar (UAD) (f) (g) | Florian Lipowitz (RBH) | Team Visma-Lease a Bike | Thymen Arensman (IGD)                         |
| 20.    | Tadej Pogačar (UAD)        | Jonathan Milan (LTK)       | Tadej Pogačar (UAD) (f) (g) | Florian Lipowitz (RBH) | Team Visma-Lease a Bike | Harry Sweeny (EFE)                            |
| 21.    | Tadej Pogačar (UAD)        | Jonathan Milan (LTK)       | Tadej Pogačar (UAD) (f) (g) | Florian Lipowitz (RBH) | Team Visma-Lease a Bike | nicht vergeben                                |
| Sieger | Tadej Pogačar (UAD)        | Jonathan Milan (LTK)       | Tadej Pogačar (UAD)         | Florian Lipowitz (RBH) | Team Visma-Lease a Bike | Ben Healy (EFE)                               |

## Endergebnisse

### Gesamtwertung
| \| Gesamtwertung \| Gesamtwertung \| Gesamtwertung \| Gesamtwertung \| Gesamtwertung \| \| Fahrer \| Fahrer \| Land \| Team \| Zeit \| \| ------------- \| -------------------------- \| ---------------------- \| -------------------------- \| ----------------- \| \| 1. \| Tadej Pogačar \| Slowenien \| UAE Team Emirates XRG \| 76 h 00 min 32 s \| \| 2. \| Jonas Vingegaard \| Dänemark \| Team Visma \\| Lease a Bike \| + 4 min 24 s \| \| 3. \| Florian Lipowitz \| Deutschland \| Red Bull-Bora-Hansgrohe \| + 11 min 00 s \| \| 4. \| Oscar Onley \| Vereinigtes Königreich \| Team Picnic-PostNL \| + 12 min 12 s \| \| 5. \| Felix Gall \| Österreich \| Decathlon-AG2R La Mondiale \| + 17 min 12 s \| \| 6. \| Tobias Halland Johannessen \| Norwegen \| Uno-X Mobility \| + 20 min 14 s \| \| 7. \| Kévin Vauquelin \| Frankreich \| Arkéa-B&B Hotels \| + 22 min 35 s \| \| 8. \| Primož Roglič \| Slowenien \| Red Bull-Bora-Hansgrohe \| + 25 min 30 s \| \| 9. \| Ben Healy \| Irland \| EF Education-EasyPost \| + 28 min 02 s \| \| 10. \| Jordan Jegat \| Frankreich \| Team TotalEnergies \| + 32 min 42 s \| \| 11. \| Ben O’Connor \| Australien \| Team Jayco AlUla \| + 34 min 34 s \| \| 12. \| Thymen Arensman \| Niederlande \| Ineos Grenadiers \| + 52 min 41 s \| \| 13. \| Jhonatan Narváez \| Ecuador \| UAE Team Emirates XRG \| + 1 h 04 min 36 s \| \| 14. \| Sergio Higuita \| Kolumbien \| XDS Astana Team \| + 1 h 08 min 19 s \| \| 15. \| Simon Yates \| Vereinigtes Königreich \| Team Visma \\| Lease a Bike \| + 1 h 17 min 30 s \| \| 16. \| Guillaume Martin-Guyonnet \| Frankreich \| Groupama-FDJ \| + 1 h 18 min 07 s \| \| 17. \| Sepp Kuss \| Vereinigte Staaten \| Team Visma \\| Lease a Bike \| + 1 h 20 min 24 s \| \| 18. \| Gregor Mühlberger \| Österreich \| Movistar Team \| + 1 h 28 min 17 s \| \| 19. \| Matteo Jorgenson \| Vereinigte Staaten \| Team Visma \\| Lease a Bike \| + 1 h 29 min 28 s \| \| 20. \| Cristian Rodríguez \| Spanien \| Arkéa-B&B Hotels \| + 1 h 36 min 15 s \| \| 21. \| Valentin Madouas \| Frankreich \| Groupama-FDJ \| + 1 h 39 min 46 s \| \| 22. \| Xandro Meurisse \| Belgien \| Alpecin-Deceuninck \| + 1 h 43 min 46 s \| \| 23. \| Warren Barguil \| Frankreich \| Team Picnic-PostNL \| + 1 h 48 min 09 s \| \| 24. \| Adam Yates \| Vereinigtes Königreich \| UAE Team Emirates XRG \| + 1 h 48 min 41 s \| \| 25. \| Aurélien Paret-Peintre \| Frankreich \| Decathlon-AG2R La Mondiale \| + 2 h 12 min 52 s \| |                            |                        |                            |                   |
| |                            |                        |                            |                   |
| Quellen: ProCyclingStats Cycling Quotient |                            |                        |                            |                   |
| Gesamtwertung |                            |                        |                            |                   |
| Fahrer | Fahrer                     | Land                   | Team                       | Zeit              |
| 1. | Tadej Pogačar              | Slowenien              | UAE Team Emirates XRG      | 76 h 00 min 32 s  |
| 2. | Jonas Vingegaard           | Dänemark               | Team Visma \| Lease a Bike | + 4 min 24 s      |
| 3. | Florian Lipowitz           | Deutschland            | Red Bull-Bora-Hansgrohe    | + 11 min 00 s     |
| 4. | Oscar Onley                | Vereinigtes Königreich | Team Picnic-PostNL         | + 12 min 12 s     |
| 5. | Felix Gall                 | Österreich             | Decathlon-AG2R La Mondiale | + 17 min 12 s     |
| 6. | Tobias Halland Johannessen | Norwegen               | Uno-X Mobility             | + 20 min 14 s     |
| 7. | Kévin Vauquelin            | Frankreich             | Arkéa-B&B Hotels           | + 22 min 35 s     |
| 8. | Primož Roglič              | Slowenien              | Red Bull-Bora-Hansgrohe    | + 25 min 30 s     |
| 9. | Ben Healy                  | Irland                 | EF Education-EasyPost      | + 28 min 02 s     |
| 10. | Jordan Jegat               | Frankreich             | Team TotalEnergies         | + 32 min 42 s     |
| 11. | Ben O’Connor               | Australien             | Team Jayco AlUla           | + 34 min 34 s     |
| 12. | Thymen Arensman            | Niederlande            | Ineos Grenadiers           | + 52 min 41 s     |
| 13. | Jhonatan Narváez           | Ecuador                | UAE Team Emirates XRG      | + 1 h 04 min 36 s |
| 14. | Sergio Higuita             | Kolumbien              | XDS Astana Team            | + 1 h 08 min 19 s |
| 15. | Simon Yates                | Vereinigtes Königreich | Team Visma \| Lease a Bike | + 1 h 17 min 30 s |
| 16. | Guillaume Martin-Guyonnet  | Frankreich             | Groupama-FDJ               | + 1 h 18 min 07 s |
| 17. | Sepp Kuss                  | Vereinigte Staaten     | Team Visma \| Lease a Bike | + 1 h 20 min 24 s |
| 18. | Gregor Mühlberger          | Österreich             | Movistar Team              | + 1 h 28 min 17 s |
| 19. | Matteo Jorgenson           | Vereinigte Staaten     | Team Visma \| Lease a Bike | + 1 h 29 min 28 s |
| 20. | Cristian Rodríguez         | Spanien                | Arkéa-B&B Hotels           | + 1 h 36 min 15 s |
| 21. | Valentin Madouas           | Frankreich             | Groupama-FDJ               | + 1 h 39 min 46 s |
| 22. | Xandro Meurisse            | Belgien                | Alpecin-Deceuninck         | + 1 h 43 min 46 s |
| 23. | Warren Barguil             | Frankreich             | Team Picnic-PostNL         | + 1 h 48 min 09 s |
| 24. | Adam Yates                 | Vereinigtes Königreich | UAE Team Emirates XRG      | + 1 h 48 min 41 s |
| 25. | Aurélien Paret-Peintre     | Frankreich             | Decathlon-AG2R La Mondiale | + 2 h 12 min 52 s |

### Punktewertung
| Punktewertung | Punktewertung    | Punktewertung      | Punktewertung              | Punktewertung |
| Fahrer        | Fahrer           | Land               | Team                       | Punkte        |
| ------------- | ---------------- | ------------------ | -------------------------- | ------------- |
| 1.            | Jonathan Milan   | Italien            | Lidl-Trek                  | 372 P.        |
| 2.            | Tadej Pogačar    | Slowenien          | UAE Team Emirates XRG      | 294 P.        |
| 3.            | Biniam Girmay    | Eritrea            | Intermarché-Wanty          | 232 P.        |
| 4.            | Jonas Vingegaard | Dänemark           | Team Visma \| Lease a Bike | 182 P.        |
| 5.            | Anthony Turgis   | Frankreich         | Team TotalEnergies         | 182 P.        |
| 6.            | Jonas Abrahamsen | Norwegen           | Uno-X Mobility             | 173 P.        |
| 7.            | Tim Merlier      | Belgien            | Soudal Quick-Step          | 156 P.        |
| 8.            | Wout van Aert    | Belgien            | Team Visma \| Lease a Bike | 138 P.        |
| 9.            | Kaden Groves     | Australien         | Alpecin-Deceuninck         | 125 P.        |
| 10.           | Quinn Simmons    | Vereinigte Staaten | Lidl-Trek                  | 123 P.        |

### Bergwertung
| Bergwertung | Bergwertung            | Bergwertung            | Bergwertung                | Bergwertung |
| Fahrer      | Fahrer                 | Land                   | Team                       | Punkte      |
| ----------- | ---------------------- | ---------------------- | -------------------------- | ----------- |
| 1.          | Tadej Pogačar          | Slowenien              | UAE Team Emirates XRG      | 119 P.      |
| 2.          | Jonas Vingegaard       | Dänemark               | Team Visma \| Lease a Bike | 104 P.      |
| 3.          | Lenny Martinez         | Frankreich             | Bahrain Victorious         | 97 P.       |
| 4.          | Thymen Arensman        | Niederlande            | Ineos Grenadiers           | 85 P.       |
| 5.          | Ben O’Connor           | Australien             | Team Jayco AlUla           | 51 P.       |
| 6.          | Valentin Paret-Peintre | Frankreich             | Soudal Quick-Step          | 51 P.       |
| 7.          | Felix Gall             | Österreich             | Decathlon-AG2R La Mondiale | 46 P.       |
| 8.          | Primož Roglič          | Slowenien              | Red Bull-Bora-Hansgrohe    | 43 P.       |
| 9.          | Oscar Onley            | Vereinigtes Königreich | Team Picnic-PostNL         | 42 P.       |
| 10.         | Michael Woods          | Kanada                 | Israel-Premier Tech        | 38 P.       |

### Nachwuchswertung
| Nachwuchswertung | Nachwuchswertung       | Nachwuchswertung       | Nachwuchswertung        | Nachwuchswertung  |
| Fahrer           | Fahrer                 | Land                   | Team                    | Zeit              |
| ---------------- | ---------------------- | ---------------------- | ----------------------- | ----------------- |
| 1.               | Florian Lipowitz       | Deutschland            | Red Bull-Bora-Hansgrohe | 76 h 11 min 32 s  |
| 2.               | Oscar Onley            | Vereinigtes Königreich | Team Picnic-PostNL      | + 1 min 12 s      |
| 3.               | Kévin Vauquelin        | Frankreich             | Arkéa-B&B Hotels        | + 11 min 35 s     |
| 4.               | Ben Healy              | Irland                 | EF Education-EasyPost   | + 17 min 02 s     |
| 5.               | Raúl García Pierna     | Spanien                | Arkéa-B&B Hotels        | + 2 h 04 min 58 s |
| 6.               | Ilan Van Wilder        | Belgien                | Soudal Quick-Step       | + 2 h 12 min 14 s |
| 7.               | Romain Grégoire        | Frankreich             | Groupama-FDJ            | + 2 h 14 min 58 s |
| 8.               | Frank van den Broek    | Niederlande            | Team Picnic-PostNL      | + 2 h 34 min 44 s |
| 9.               | Valentin Paret-Peintre | Frankreich             | Soudal Quick-Step       | + 2 h 36 min 05 s |
| 10.              | Alex Baudin            | Frankreich             | EF Education-EasyPost   | + 2 h 45 min 15 s |

### Mannschaftswertung
| Mannschaftswertung | Mannschaftswertung              | Mannschaftswertung           | Mannschaftswertung |
| Team               | Team                            | Land                         | Zeit               |
| ------------------ | ------------------------------- | ---------------------------- | ------------------ |
| 1.                 | Team Visma \| Lease a Bike      | Niederlande                  | 232 h 01 min 32 s  |
| 2.                 | UAE Team Emirates XRG           | Vereinigte Arabische Emirate | + 24 min 26 s      |
| 3.                 | Red Bull-BORA-hansgrohe         | Deutschland                  | + 1 h 24 min 47 s  |
| 4.                 | Arkéa-B&B Hotels                | Frankreich                   | + 2 h 10 min 52 s  |
| 5.                 | Decathlon AG2R La Mondiale Team | Frankreich                   | + 2 h 14 min 15 s  |
| 6.                 | Ineos Grenadiers                | Vereinigtes Königreich       | + 3 h 22 min 52 s  |
| 7.                 | Movistar Team                   | Spanien                      | + 3 h 23 min 25 s  |
| 8.                 | XDS Astana Team                 | Kasachstan                   | + 3 h 23 min 59 s  |
| 9.                 | Team Picnic-PostNL              | Niederlande                  | + 3 h 26 min 06 s  |
| 10.                | EF Education-EasyPost           | Vereinigte Staaten           | + 3 h 43 min 35 s  |

## Besondere Vorkommnisse

### Diebstahl beim Team Cofidis
In der Nacht vom 5. auf den 6. Juli 2025, vor Beginn der 2. Etappe, wurden dem Team Cofidis elf Rennräder gestohlen. Der Diebstahl ereignete sich in Bondues, wo die Täter am Team-Hotel in den Werkstattwagen einbrachen und das Material entwendeten. Die Rennräder im Wert von etwa 150.000 Euro (etwa 13.000 Euro pro Rennrad) konnten später durch die Polizei in Halluin sichergestellt werden und wurden dem Team am Abend des 7. Juli vor Beginn der 4. Etappe zurückgegeben. Cofidis konnte trotz des Diebstahls die Tour fortsetzen.

### Störungen an der Ziellinie
Bei der 11. Etappe in Toulouse kletterte wenige Meter vor der Ziellinie ein Mann über die Absperrungen und rannte neben den Fahrern Jonas Abrahamsen und Mauro Schmid, die gerade um den Etappensieg sprinteten. Ein Mitarbeiter der Tour-Organisation rannte auf den Mann zu und drückte ihn an die Absperrgitter, woraufhin der Demonstrant von der Polizei festgenommen wurde. Der Mann war ein Pro-Palästina-Demonstrant; mit einem Palästinensertuch in der Hand und dem Schriftzug „Israel out of the Tour“ auf seinem T-Shirt versuchte der Demonstrant, Aufmerksamkeit zu erregen. Aufgrund des israelisch-palästinensischen Konflikts hat das israelische Team Israel-Premier Tech alle israelischen Symbole vom Teambus und den Begleitfahrzeugen entfernt. Auf den Radtrikots und den Teamautos ist das Wort Israel jedoch weiterhin zu lesen. Ihr Teambus wird bei den Radsportveranstaltungen von mehreren schwer bewaffneten Polizisten bewacht.
Bei der 17. Etappe ereignete sich in Valence am Etappenziel ein weiterer Vorfall. Etwa eine Minute vor dem Eintreffen der Sprintkolonne durchbrach ein Mann, der ein Trikot der Decathlon AG2R La Mondiale trug, die Absperrung, bestieg sein Rennrad und fuhr über die Ziellinie. Die anwesenden Sicherheitskräfte und die Polizei griffen sofort ein: Der Mann wurde mit einem Bodycheck zu Boden geworfen, von den Sicherheitsbeamten von der Ziellinie entfernt und anschließend festgenommen. Er erhielt eine achtmonatige Bewährungsstrafe und eine Geldstrafe von 500 Euro. Zudem darf er fünf Jahre lang keine Sportveranstaltungen mehr besuchen. Der Mann wurde wegen „Betretens eines Sportwettkampfgeländes und Störung des Wettkampfs, Widerstands gegen die Staatsgewalt und tätlichen Angriffs auf eine Person in öffentlicher Funktion“ verurteilt.

### Verkürzung der 19. Etappe wegen Ausbruch einer Rinderseuche
Ursprünglich war auf der 19. Etappe eine Etappenlänge von 129,9 Kilometern geplant, die auch über den Col des Saisies führen sollte. Am Vorabend der 19. Etappe gab die Organisation jedoch eine Änderung der Streckenführung bekannt. Grund dafür war die Feststellung der Lumpy-skin-Krankheit bei einer Rinderherde am Col des Saisies, was eine Notschlachtung erforderlich machte. Um einen reibungslosen Ablauf zu gewährleisten, wurde in Absprache mit den örtlichen Behörden die Etappenstrecke teilweise verlegt und um etwa 35 Kilometer verkürzt. Aufgrund der Verkürzung entfielen der Zwischensprint in Ugine sowie die beiden Bergwertungen auf der  Côte d'Héry-sur-Ugine und dem Col des Saisies. Der Zwischensprint fand stattdessen in Villard-sur-Doron statt.